# Litvánia történelme
Litvánia történelme a legutóbbi jégkorszak utáni első betelepülőkkel kezdődött. Az ország neve írásban először 1009-ben jelent meg. A balti népekhez tartozó litvánok a 13. században megalapították a Litván Nagyfejedelemséget. A Teuton Lovagrend keresztesháborújától függetlenségüket sikeresen megvédő litvánok az utolsó európai nép volt, amelyik felvette a kereszténységet (a 14. század elején). Meghódítva a tatárok által elpusztított Kijevi Rusz nyugati területeit, a 15. századra Litvánia Európa legnagyobb területű államává vált. 1385-ben a nagyfejedelemség perszonálunióba került Lengyelországgal, amely később az 1569-es lublini unióval államszövetséggé fejlődött. Az unió 1795-ig, Lengyelország és Litvánia utolsó felosztásáig tartott, amikor a litván földek a cári Oroszországhoz kerültek.
Az Orosz Birodalom bukása után, 1918. február 16-án Litvánia kikiáltotta függetlenségét. A második világháború elején a Molotov–Ribbentrop-paktum következtében megszállta a Szovjetunió, és kényszerrel tagköztársaságává tette. Hároméves német megszállás után újból visszakerült a Szovjetunióhoz. A Szovjetunió felbomlása után, 1991-ben Litvánia visszanyerte függetlenségét, és 2004-ben csatlakozott az Európai Unióhoz és a NATO-hoz.

## Őskor és balti bevándorlás

Balti törzsek 1200 körül

A mai Litvánia területének benépesülése az utolsó jégkorszak gleccsereinek visszavonulása után, az i. e. 10. évezredben kezdődött meg. Eszközeik tanúbizonysága szerint két különböző kultúrához tartoztak, amelyek a mai Lengyelország felől, illetve a Jütland-félszigetről érkeztek. Ezek a vadász-gyűjtögetők még nem alapítottak állandó településeket. Az i. e. 8. évezredtől az éghajlat jelentősen felmelegedett, és a területet erdők nőtték be. A lakosok kevesebbet vándoroltak, a helybeli vadállomány, az édesvízi halak és növények már képesek voltak eltartani őket. Az i. e. 5-6. évezredtől kezdve már háziállatokat is tartottak, és házaik nagyobbak lettek, hogy elszállásolják a megnövekedett családokat. A növénytermesztés a hideg éghajlat, az erdős-mocsaras terület és a hatékony szerszámok hiánya miatt csak az i. e. 3. évezredtől terjedt el; ekkorról datálják a helyi kézművességet és kereskedelem megjelenését is. Az indoeurópai nyelvet beszélő zsinegdíszes kultúra népei, a mai baltiak ősei i. e. 3200-3100 körül érkeztek a mai Litvániába.
A korai baltiak két nagyobb csoportra különültek, a nyugatbalti (poroszok és jatvingok) és keletbalti (litvánok és lettek) népekre. Valamennyien indoeurópai nyelveket beszéltek. Ma már csak a litvánok és lettek léteznek, a korábbi törzsek vagy beléjük olvadtak (szamogitek, szelének, kurok, zemgalok), vagy a Teuton lovagrend állama asszimilálta őket (óporoszok, jatvingok, szambiaiak, szkalviaiak és galindiaiak).
A balti törzsek a borostyánút révén kereskedelmi kapcsolatban álltak a Római Birodalommal, de római kulturális vagy politikai hatás nem érte őket. Tacitus Germania c. művében említi a Balti-tenger délkeleti partjainál élő aesti népet, akik feltehetően baltiak voltak. A görög-római földrajztudósok és krónikások főleg a hozzájuk közelebbi nyugatbaltiakról szereztek tudomást, mint Ptolemaiosz, aki az i. sz. 2. században írt a galindiaiakról és jatvingokról. A kora középkori krónikák említést tesznek az óporoszokról, kurokról és zemgalokról is.
A Nyeman folyó alsó és középső medencéjében elhelyezkedő Litvánia elkülönült a tengerparti vagy ahhoz közeli törzsektől. A kereskedelmi utaktól távoli, nehezen járható területet csak kevesen keresték fel, így megtartotta nyelvi, kulturális és vallási identitását, és csak későn érték el az európai vallási és kulturális áramlatok (mint a kereszténység).

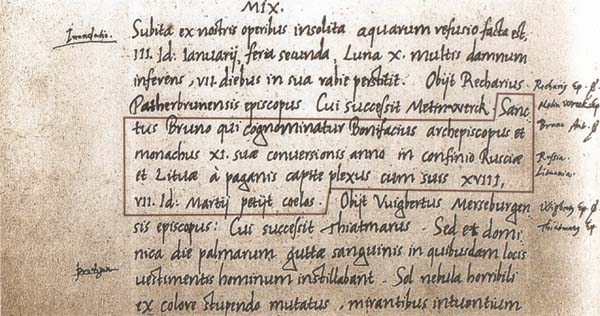
Litvánia nevének első írásos említése a quedlinburgi apátság 1009-es évkönyvében

A litván nyelv nagyon konzervatív, és közel áll indoeurópai gyökereihez. Legközelebbi rokonától, a lett nyelvtől a 7. század környékén vált el. Az ősi pogány hiedelmek sokáig fennmaradtak. A kereszténység elterjedéséig az uralkodók testét elégették; Algirdas és Kęstutis nagyfejedelmek temetési szertartásának leírásai fennmaradtak.
Litvánia, mint ország első említése 1009. március 9-éről származik, amikor Litua néven szerepel a quedlinburgi apátság évkönyvében. Ebben az évben Querfurti Brúnó hittérítő megkeresztelte Nethimer "litván királyt".

## A litván törzsek háborúi
A 9–11. században a vikingek többször fosztogattak a balti partvidéken, és a dán királyok néha adót szedtek. A 10–11. században a litvánok adót fizettek a Kijevi Rusznak. A kijeviek – mint például Bölcs Jaroszláv nagyfejedelem – több hadjáratot vezettek litván területekre. A 12. század közepétől azonban már a litvánok fosztogatták az orosz földeket. 1183-ban kirabolták Polockot és Pszkovot, sőt a távoli gazdag Novgorodot is többször fenyegették a litván törzsek betörései.
A 12. századtól kezdve a litvánok és lengyelek időnként fosztogattak egymás területein, bár a két országot elválasztotta egymástól a jatvingok földje. A 12. század végére a németek egészen a Daugava folyó torkolatáig terjeszkedtek kelet felé, és többször összecsaptak az akkor még fölényben lévő litvánokkal.
A 12. század végétől létrejött egy szervezett katonai réteg a törzseken belül, amelyik rendszeresen portyázott a szomszédos területeken, zsákmányt és rabszolgákat gyűjtve. Gazdagodásuk meggyorsította a társadalmi rétegek szétválását, és magával hozta az uralkodói csoportok hatalomért folytatott harcát. Így jött létre a korai állam, amely Litván Nagyfejedelemséggé fejlődött tovább.

## Litván Nagyfejedelemség (13. század – 1569)

### Mindaugas királysága

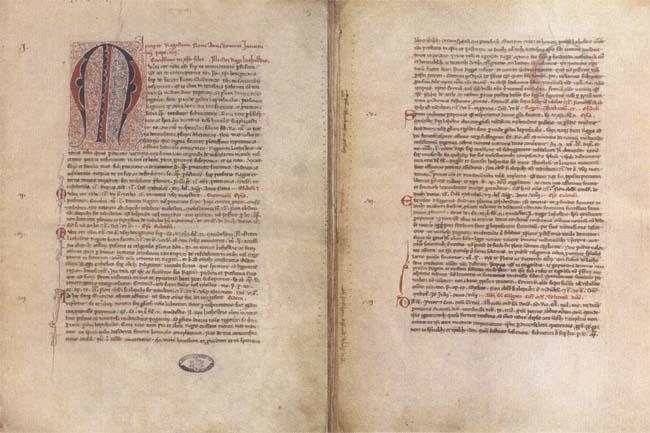
IV. Ince pápa bullája Mindaugas megkereszteléséről és a litván püspökség Róma közvetlen fennhatósága alá helyezéséről

A 13. század elejétől kezdve a balti törzsek gyakran összefogtak, így hatékonyabban vezethettek hadjáratokat szomszédaik ellen. 1201 és 1236 között negyven hadjáratot intéztek a Kijevi Rusz, Lengyelország és a Kardtestvérek rendje, később Német Lovagrend által elfoglalt lett föld ellen. 1213-ban kirabolták és felgyújtották Pszkovot. 1219-ben huszonegy litván törzsfő békeszerződést kötött a halics-volhíniai fejedelemséggel; ez az esemény az egyik bizonyítéka a balti törzsek egyesülésének.
A 13. század elején két harcias német lovagrend, a Livóniai Kardtestvérek és a Teuton lovagrend vetette meg a lábát a Baltikumban (a Daugava torkolatánál és Kulmnál). A keresztény térítés örve alatt hatalmas területeket foglaltak el a mai Észtországtól Északkelet-Lengyelországig. A fenyegető veszély miatt a litván törzsek egy része Mindaugas uralma alatt egyesült. Mindaugas egyike volt a törzsfőknek, az 1219-es szerződésen neve az öt rangidős fejedelem között szerepel. 1236-ban a Livóniai verses krónika már egész Litvánia urának nevezi.

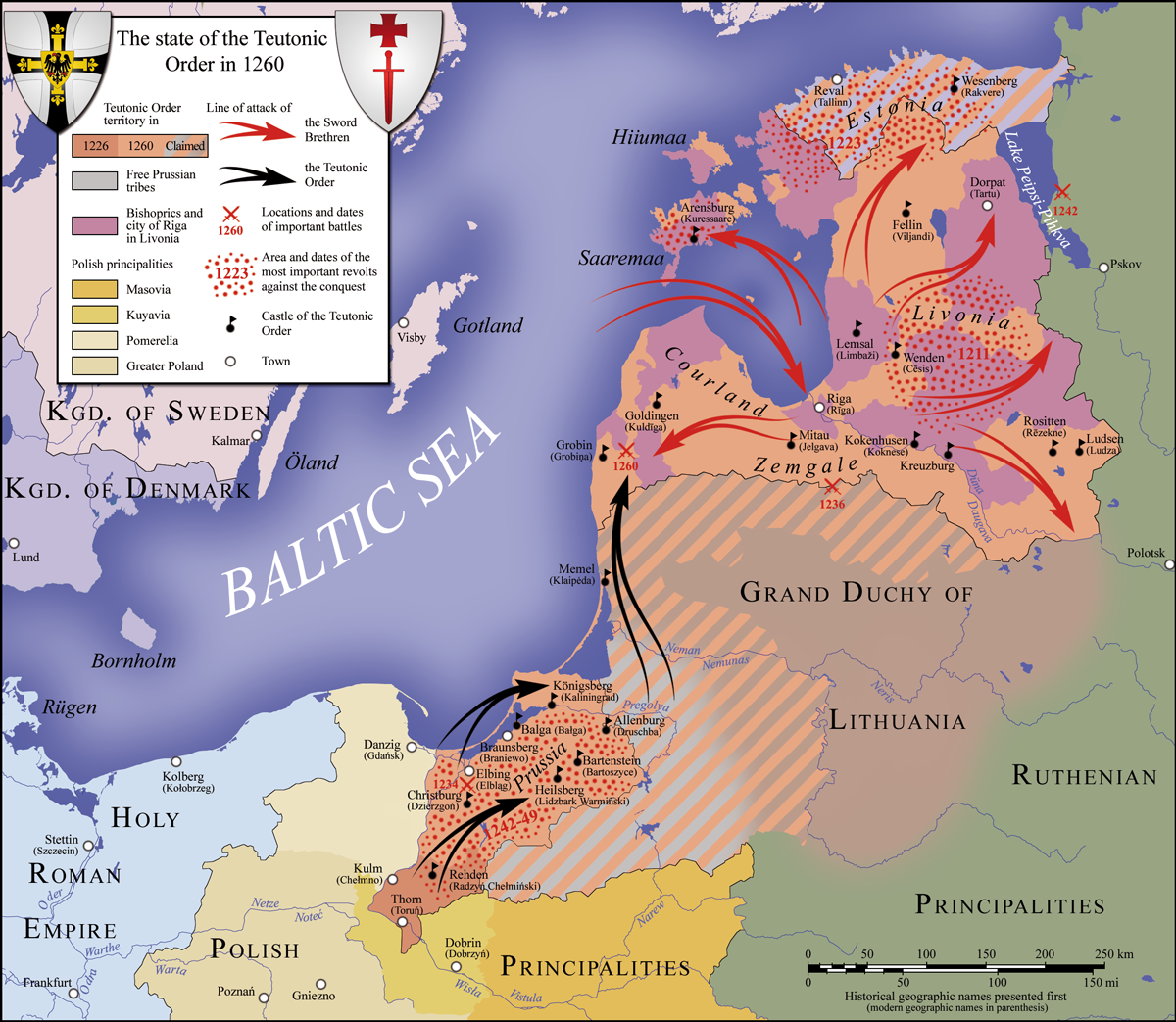
A Teuton rend állama 1260-ban

1236-ban a pápa keresztes háborút hirdetett a pogány litvánok ellen. A Mindaugas riválisa, Vykintas által vezetett szamogitek a saulei csatában döntő vereséget mértek a Kardtestvérekre, akik ezután veszteségeik miatt kénytelenek voltak beolvadni a Teuton rendbe. A litván állam azonban továbbra is a lovagrend két ága közé szorult.
1240 után Mindaugas kihasználta, hogy a Kijevi Rusz a mongolok támadása miatt összeomlott, és elfoglalta Fekete Ruténiát (Grodno, Breszt, Navahrudak városokat). A további keleti hódításokkal rokonait és a rivális klánok vezetőt bízta meg, akik azonban helyzetük megerősödése után fellázadtak ellene. Danyiil halicsi fejedelem 1249–50-ben egy erős koalíciót szervezett Mindaugas ellen a litván ellenzékből, a jatvingokból, szamogitekből és a teuton lovagokból. Mindaugasnak azonban sikerült kihasználnia az ellenségei közötti érdekellentéteket.

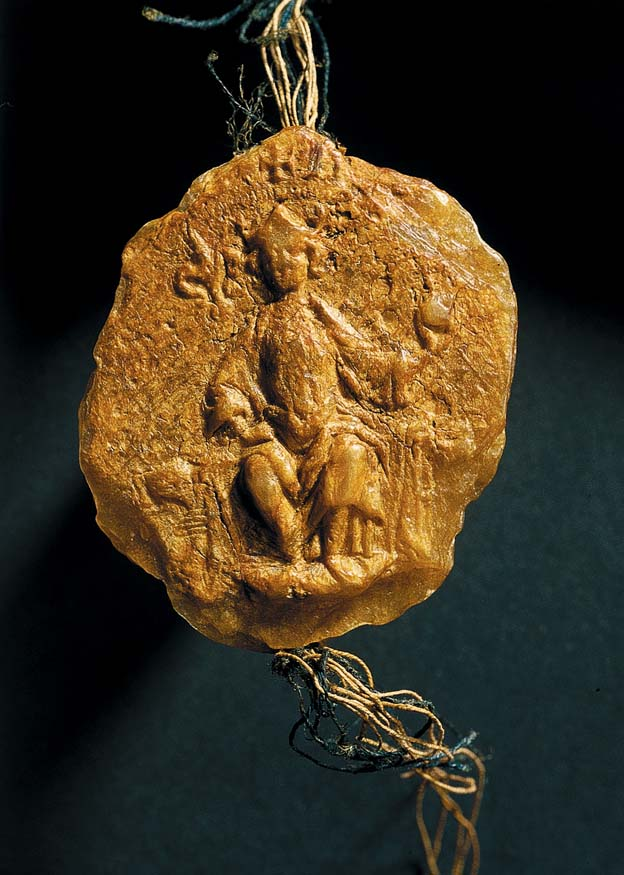
Mindaugas pecsétje

1250-ben megállapodott a lovagrenddel, hogy megkeresztelkedik, és átengedi nekik országa egyes nyugati területeit, cserébe azok elismerték legitim királynak. Ezután már képes volt ellenállni a maradék koalíció támadásának, sőt a lovagok támogatásával sikerült megerősíteni hatalmát Litvánia fölött.
1251. július 17-én IV. Ince pápa kiadott két bullát, melyekben utasította a kulmi püspököt, hogy koronázza meg Mindaugast, és nevezzen ki egy litván püspököt. 1253-ban lezajlott a koronázás, és Mindaugas Litvánia első (és azóta is egyetlen) királyává lett. Az újdonsült király átadta a teutonoknak Jatvingia és Szamogitia azon részeit, amik fölött amúgy sem volt hatalma, 1254-ben pedig békét kötött a halicsi fejedelemmel, aminek során lánya feleségül ment Danyiil fiához, Svarnhoz.
1260-ban a szamogitek (akik akkor a durbeni csatában felülkerekedtek a teuton lovagokon) meghódoltak Mindaugasnak, de feltételül szabták, hogy térjen vissza ősei vallására. A király beleegyezett az alkuba és leállította a keresztény térítést az országban; emellett újból támadásokat intézett a teutonok és keleten az oroszok ellen. Nem egyértelmű viszont, hogy ő maga visszatért volna a pogány istenek imádatához. Mindaugas ezáltal meghatározta a gyakorlatilag általa alapított litván állam középkori politikáját, amit utódai is követtek: védekezés a német expanzió ellen északon és nyugaton; hódító hadjáratok keleten és délen, a szétesett, tatárok adófizetőjévé vált orosz fejedelemségekben.

#### Traidenis uralkodása
Mindaugast 1263-ban meggyilkolta egyik unokaöccse, Treniota és a Pszkovot kormányzó Daumantas, akitől elszakította feleségét, hogy saját asszonyává tegye. A trónt Treniota ragadta magához, de egy évvel később őt is megölte Mindaugas fia, Vaišelga. Vaišelga volt Litvánia első ortodox keresztény nagyfejedelme, ám néhány évvel később, 1267-ben ő is gyilkosság áldozatává vált. A trónért ezután Svarn és Kernavė hercege, Traidenis harcolt és a küzdelemből az utóbbi került ki győztesen. Traidenis hosszú uralma (1269–82) végre stabilitást hozott a széttagolt, polgárháború dúlta országba. Újraegyesítette a litván földeket, sikeres hadjáratokat vezetett Lengyelországba és Ruténiába, legyőzte a teuton lovagokat az óporosz földön és Livóniában is. Országához csatolta Jatvingiát, Zemgaliát és Kelet-Poroszföldet. Később kibékült a lengyelekkel és 1279-ben lánya, Gaudemunda feleségül ment a Piast-házba tartozó II. Boleszló mazóviai herceghez.
A pogány Litvánia továbbra is a keresztes hadjáratok célpontja maradt, és a tatárok is több pusztító portyát (1241-ben, 1259-ben és 1275-ben) intéztek a litván földek ellen. Traidenis halála után a német lovagok befejezték a nyugat-balti népek meghódítását és Litvániára (főleg Szamogitiára, hogy összekössék a rend északi és déli területeit) koncentrálhatták erőfeszítéseiket. 1274-ben leverték az óporoszok nagy felkelését, majd 1274–77-ben elfoglalták a nadruviaiak és szkalviaiak, 1283-ban pedig a jatvingok földjét. 1291-ben befejezték az utolsó litván szövetséges, a zemgalok behódoltatását.

#### A Gediminas-ház

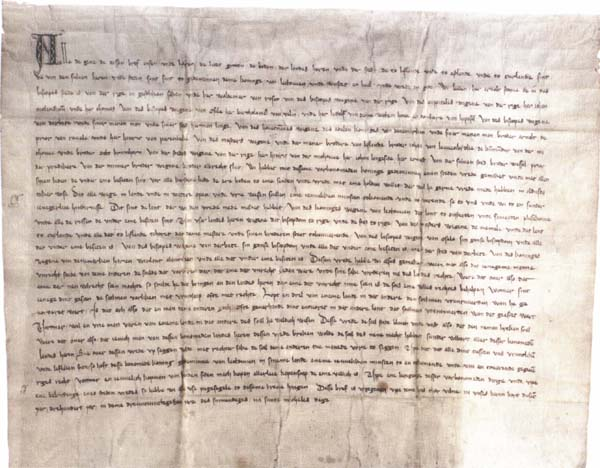
Gediminas és a Teuton lovagrend közötti békeszerződés

Litvánia történetének leghíresebb dinasztiája, a Gediminas-ház 1285-ben, Butigeidis trónra jutásával került az ország élére. Utódai, Vytenis (u. 1295–1315) és Gediminas (u. 1315–41) állandóan hadakozni voltak kénytelenek a teuton betörések ellen. Vytenisnek sikerült ellenük szövetségre lépnie Riga német polgáraival, de így is állandóan lefoglalta a lovagok által szított szamogitiai felkelés 1299–1300-ban és utána a tizenöt év alatt lezajlott húsz német támadás. Gediminasnak is sok gondja volt a lovagrenddel, és elődjéhez hasonlóan összefogott ellenük Riga érsekével és a helyi polgárokkal.
Gediminas felvette a kapcsolatot XXII. János pápával és Nyugat-Európa uralkodóival, és német telepeseket hívott Litvániába. Panaszaira reagálva a pápa kényszerítette a lovagrendet, hogy 1324–27 között négyéves békét kössenek a litvánokkal. A pápai legátusok a térítés lehetőségeit is vizsgálták az országban, de nem jártak jelentős sikerrel. A litvánok megtérítését többek között maguk a teuton lovagok akadályozták, mert így elvesztették volna legfontosabb hódítási indokukat ellenük. Gediminas katolikus megkeresztelkedési próbálkozását viszont a szamogétek és ortodox keresztény hívei akadályozták meg. 1325-ben Gediminas lánya feleségül ment a leendő III. Kázmér lengyel királyhoz és 1333-ban férje oldalán királyné lett; a házasság egyben lengyel-litván védelmi szövetséggel is járt. A lovagokkal kötött béke 1328-ban lejárt és ezután a felek hosszú éveken át kölcsönösen feldúlták egymás határvidékeit.

A Litván Nagyfejedelemség terjeszkedése a 13–15. században

Gediminas uralkodása idején ismerték el először Litvániát nagyhatalomnak, aminek oka elsődlegesen az volt, hogy keleten és délen hatalmas területeket vont az ellenőrzése alá. Miután a mongolok a 13. században megdöntötték a Kijevi Ruszt, helyén kis vazallus fejedelemségek maradtak. A 14. századra az Arany Horda ellenőrzése meggyengült a nyugati orosz hercegségek fölött és a litvánok kihasználva a hatalmi vákuumot, harc vagy szövetségkötés révén kiterjesztették rájuk az ellenőrzésüket. Gediminas meghódította Szmolenszket, Poléziát, sőt (ideiglenesen) Kijevet is, amelyet 1330 körül már fivére, Fjodor kormányzott. Litvánia hamarosan hatalmasra nőtt, magába foglalta a mai Fehéroroszországot, a Dnyeper-medencét és határai a 15. századra a Balti-tengertől a Fekete-tengerig értek.
A 14. században a rutén városokat kormányzó litván hercegek nagy része felvette az ortodox kereszténységet és a helybeli szokásokat és neveket, így a szláv lakosság számára az uralkodói réteg változása nem járt különösebb felfordulással. A régi Rusz-beli fejedelemségek nevei és határai is megmaradtak, ám az új hercegek annál önállóbban viselkedtek, minél messzebb voltak a fővárostól. A litván és rutén katonák együtt védték a városokat a tatár fosztogatók és adószedők ellen. A tatárok sokáig, egészen Vitold litván nagyfejedelem (Vytautas) idejéig beszedték a hagyományos adót az immár Litvániához tartozó területeken is. Gediminas kihasználta a keleti orosz fejedelemségek közötti ellenségeskedéseket, jó kapcsolatokat ápolt Novgoroddal, Pszkovval és Tverrel Moszkva ellenében. 1335 körül fegyveres összecsapásra is sor került a moszkvaiakkal.

#### Algirdas és Kęstutis

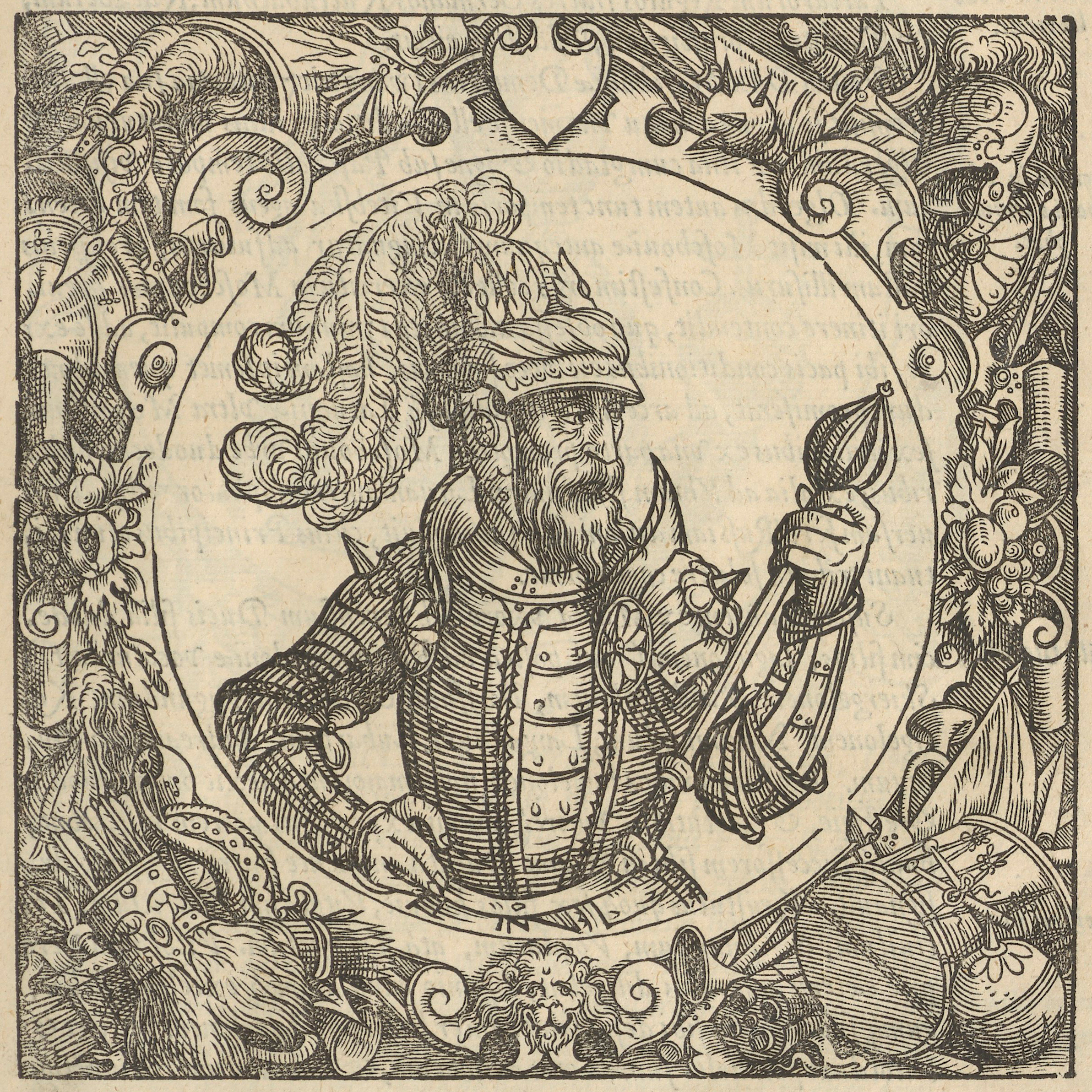
Algirdas 16. századi ábrázolása

1318 körül Gediminas legidősebb fia, Algirdas feleségül vette Jaroszláv vityebszki fejedelem lányát, Mariját és Vityebszkbe költözött, hogy kormányozza a hercegséget. Gediminas hét fia közül négy pogány maradt (köztük Algirdas), három pedig ortodox rítus szerint megkeresztelkedett. A nagyfejedelem halála előtt szétosztotta fiai között az országot, de a több irányból szorongató katonai helyzet miatt (főleg a teutonokkal szemben) a fiúk kénytelenek voltak összetartani. 1345-ben Algirdas egyik öccse, Kęstutis segítségével elűzte Vilniusból legfiatalabb testvérét, Jaunutist, és nagyfejedelemmé kiáltotta ki magát. A gyakorlatban csak az újonnan meghódított szláv országrészt kormányozta, Ó-Litvánia Kęstutisé volt. Algirdas az Arany Horda tatárjaival és Moszkvával hadakozott, míg testvére a teuton frontot tartotta.
A német lovagok 1345-től megújították támadásaikat, és 1348-ban vereséget mértek a litvánokra a strėvai csatában. Kęstutis III. Kázmér lengyel királytól kért segítséget, és megígérte országa megkeresztelését is, de a lengyelek inkább maguk is Litvániára támadtak, és elvették tőlük a halicsi és a tőle északra eső régiót. 1350-ben sikerült szövetséget kötni a Tveri Fejedelemséggel, így a helyzet valamelyest javult. 1352-ben békét kötöttek Lengyelországgal, és elismerték Halics elvesztését.

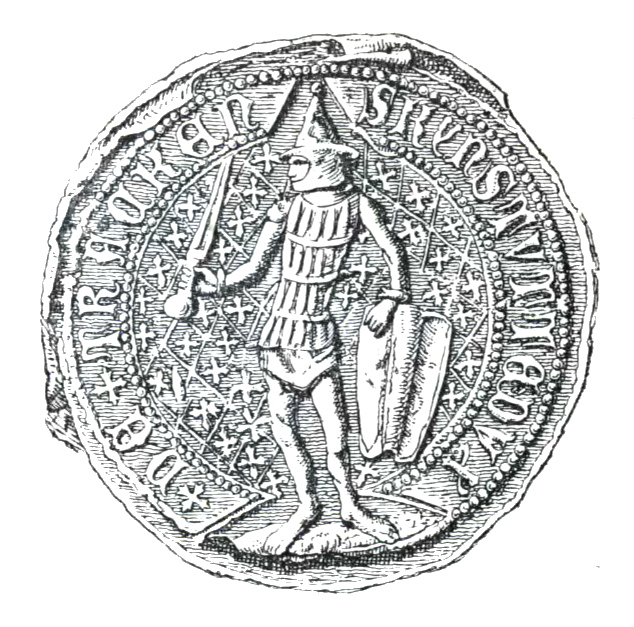
Kęstutis pecsétje

Miután nyugatról biztosította magát, Algirdas 1359-ben elfoglalta Brjanszkot, 1362-ben pedig, miután legyőzte a tatárokat a kék vizek csatájában, országához csatolta Kijevet, Volhíniát, Podóliát és a Dnyeper bal partján fekvő Ukrajnát. Kęstutis eközben hárította a teutonok és európai szövetségeseik mintegy harminc betörését és maga is többször portyázott Poroszországban, azonban 1362-ben a lovagoknak sikerült bevenniük Kaunast. A lengyel konfliktus is kiújult és kénytelenek voltak 1366-ban átengedni nekik Volhínia egy részét, amely a régió központját, Volhíniai Vlagyimirt is magába foglalta. 1367-ben békét kötöttek a Livóniai renddel és ezután 1368-ban, 1370-ben és 1372-ben is Algirdas a Moszkvai fejedelemség területét dúlta fel, minden alkalommal magát Moszkvát is megközelítve. A harmadik alkalom után "örök békét" kötöttek, amire a litvánoknak szükségük is voltak, mert 1373–1377 között ismét kiújultak a teutonokkal való harcok.
A két fivér (és további testvéreik) számos hataloméhes utódot hagyott maga után, és miután meghaltak, a belharcok jelentősen meggyengítették Litvániát, amelynek északnyugaton továbbra is fel kellett tartania a német expanziót, keleten pedig a győztes kulikovói csata után Oroszország egyesítését kívánó Moszkvai fejedelemségtől kellett megvédenie határait.

#### Jogaila és Kęstutis konfliktusa

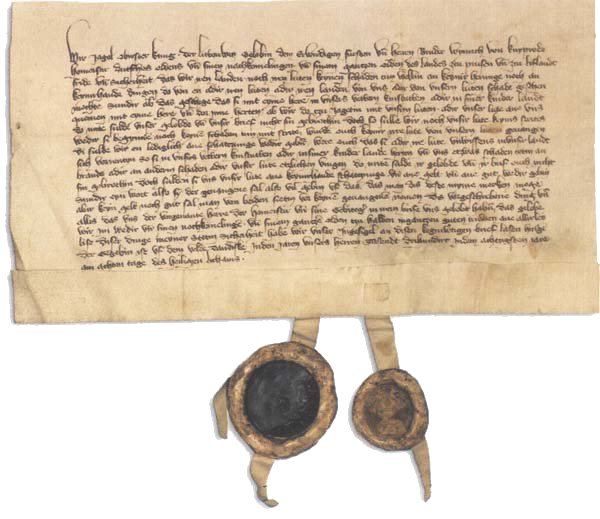
Jogaila szerződése a teuton lovagokkal

1377-ben meghalt Algirdas és az új nagyfejedelem a fia, Jogaila (Jagelló) lett. A teuton lovagok folytatták támadásaikat és Jogaila úgy vélte, hogy többet nyernének ha feladnák Szamogitiát és inkább a keleti hódításokra koncentrálnának; emiatt összekülönbözött Kęstutisszal. A lovagrend kihasználta a konfliktusukat és 1380-ban megkötötte a dovydiškėsi különszerződést Jogailával, amely annak nagybátyja ellen irányult. Kęstutis erről tudomást szerzett, és 1381-ben, amíg unokaöccse egy polocki felkelést fojtott el, bevonult Vilniusba, hogy letaszítsa őt a trónról. Elkezdődött egy hároméves polgárháború. Eközben Kęstutis 1382-ben kétszer is betört a teutonok területére, ám Jogaila a távollétében elfoglalta Vilniust. 1382 augusztusában a két fél döntő csatára készült, ám Jogaila előtte tárgyalni hívta nagybátyját és fiát, Vytautast; majd amikor azok megjelentek, lefogatta őket. Kęstutis öt nappal később meghalt a börtönben, de Vytautasnak sikerült megszöknie.
A belháború miatt Jogaila helyzete megrendült, és 1382 októberében kénytelen volt elfogadni a dubysai szerződést a lovagokkal, melyben egy négyéves békéért cserébe megígérte, hogy megkeresztelkedik, és fél Szamogitiát átengedi a lovagrendnek. Vytautas eközben a teuton lovagoktól kérte, hogy támogassák apai örökségének, közte a Trakai fejedelemségnek megszerzésében. Mivel Jogaila nem volt hajlandó ezeket a birtokokat átadni, 1383-ban Vytautas és a német lovagok közösen támadtak Litvániára. Jogaila ezek után mégis kiegyezett unokatestvérével, átengedte neki Grodnót, Podláziát és Bresztet. Vytautas így átállt hozzá, és lerombolta a lovagok által rábízott határerődítményeket. A két unokatestvér 1384-ben már közösen indult portyára a lovagrend területeire.
Ekkorra a pogány vallás feladása és az ország megkeresztelése egyre sürgetőbbé vált. Litvánia két erős szomszéd közé szorult. A Teuton lovagrend elsődleges célja a porosz és livóniai területének összekötése volt a beékelődő Szamogitia elfoglalásával. Az állandó harcokhoz Németországból és Európa egyéb keresztény országaiból toborzott önkénteseket, akik keresztes vitézként kívántak harcolni a pogányok ellen. 1345–82 között 96 támadást intéztek Litvánia ellen, amit azok csak 42 válaszcsapással tudtak viszonozni. Kelet felől pedig Moszkva ambíciója volt, hogy újraegyesíti a valamikori Rusz területeit.

#### A litván társadalom a 13–14. században

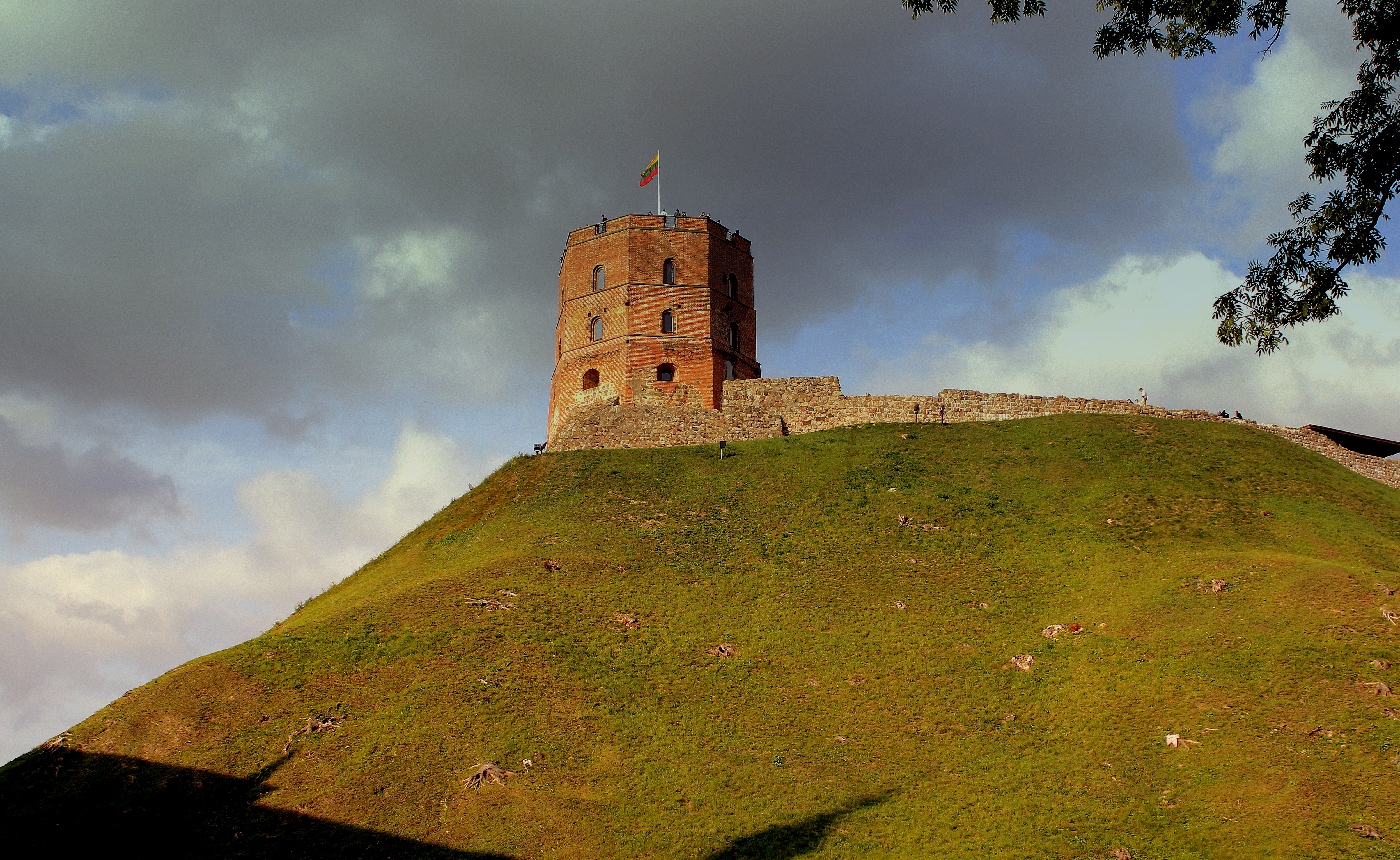
A Vytautas által építtetett Gediminas-torony Vilniusban

A 14. századi litván állam alapvetően kétnemzetiségű volt, litván és rutén (a mai Fehéroroszország és Ukrajna lakosai). 800 ezer km²-es területének csak 10%-át tette ki az eredeti Litvánia, amelynek lakossága feltehetően nem haladta meg a 300 ezret. Az ország fennmaradásához feltétlenül szükség volt a szláv földek gazdasági és katonai erőforrásaira.
Az egyre jobban osztályokra bomló társadalom felső, uralkodó rétege a főnemesek voltak, a Gediminas- és Rurikovics-dinasztiákból származó hercegek és a régi törzsfők leszármazottai, a Giedraitis-, Holszański- és Szvirszkij-családok. Alattuk helyezkedtek el a nemesek vagy bojárok, akik szigorúan a hercegeknek voltak alárendelve és többnyire szerény birtokaikon, tanyaházakban éltek. Földjeiket néhány cseléd, vagy esetenként rabszolga művelte. Katonai és igazgatási szolgálataikért cserébe a bojárok adómentességet kaptak és birtokokat a rutén területeken. A parasztság többsége szabad jogállású volt, de tőlük bizonyos áruk és termények beszolgáltatását és szolgáltatásokat vártak el. Ha ezeket nem tudták kifizetni (vagy bűncselekmény miatt), rabszolgákká is tehették őket.
A rutén fejedelmek ortodox vallásúak voltak és sok litván herceg maga is megkeresztelkedett; még azok is akik Ó-Litvániában éltek. A 14. századi Vilniusban a ruténeknek külön negyedük volt, itt épült fel az ortodox templom is. A nagyfejedelem kancelláriáján is írástudó ortodox egyházi személyek dolgoztak, akik után a rutén nyelv nem-egyházi írásbeli formáját is kancelláriai szláv nyelvnek nevezték el. A nagyfejedelemség legfontosabb dokumentumait, a Litván Metrica és Litvánia statútumai törvénykönyveket és a Litván krónikát ezen a nyelven írták.
A fejedelmek szívesen látták a német, zsidó és örmény telepeseket; az utóbbi két felekezeti közösség közvetlenül a nagyfejedelem alá volt rendelve. Tatárok és krími karaiták zsoldosként szolgáltak a litván hadseregben, sőt a fejedelmek testőrségébe is bekerültek.
A városok sokkal lassabban fejlődtek, mint a teuton fennhatóság alatt lévő Poroszországban vagy Livóniában. Az eredeti litván területeken csak Vilniust (az új fővárost), Trakait (a régi fővárost) és Kaunast lehetett városnak nevezni. Az ország közigazgatási, kereskedelmi és kulturális központja Vilnius volt, amely összekötő szerepet játszott Közép- és Kelet-Európa, valamint a balti térség kereskedelmében. A vilniusi kereskedők speciális jogokat élveztek, az egész állam területén engedélyezték számukra a kereskedést, ezért sok rutén, lengyel vagy német (főleg Rigából) kereskedő Vilniusba költözött és házakat építettek maguknak. A várost három vár védte. Igazgatását a nagyfejedelem által kinevezett kormányzó végezte.
Az állam élén a nagyfejedelem állt. A cím örökletes volt, de a fejedelemnek joga volt kiválasztania fiai közül a leginkább rátermettnek gondolt örököst. Voltak tanácsadói is, nekik azonban nem voltak külön jogaik, csak tanácsaikkal segítették az uralkodót.

### Dinasztikus unió Lengyelországgal

#### Jogaila megkeresztelkedése

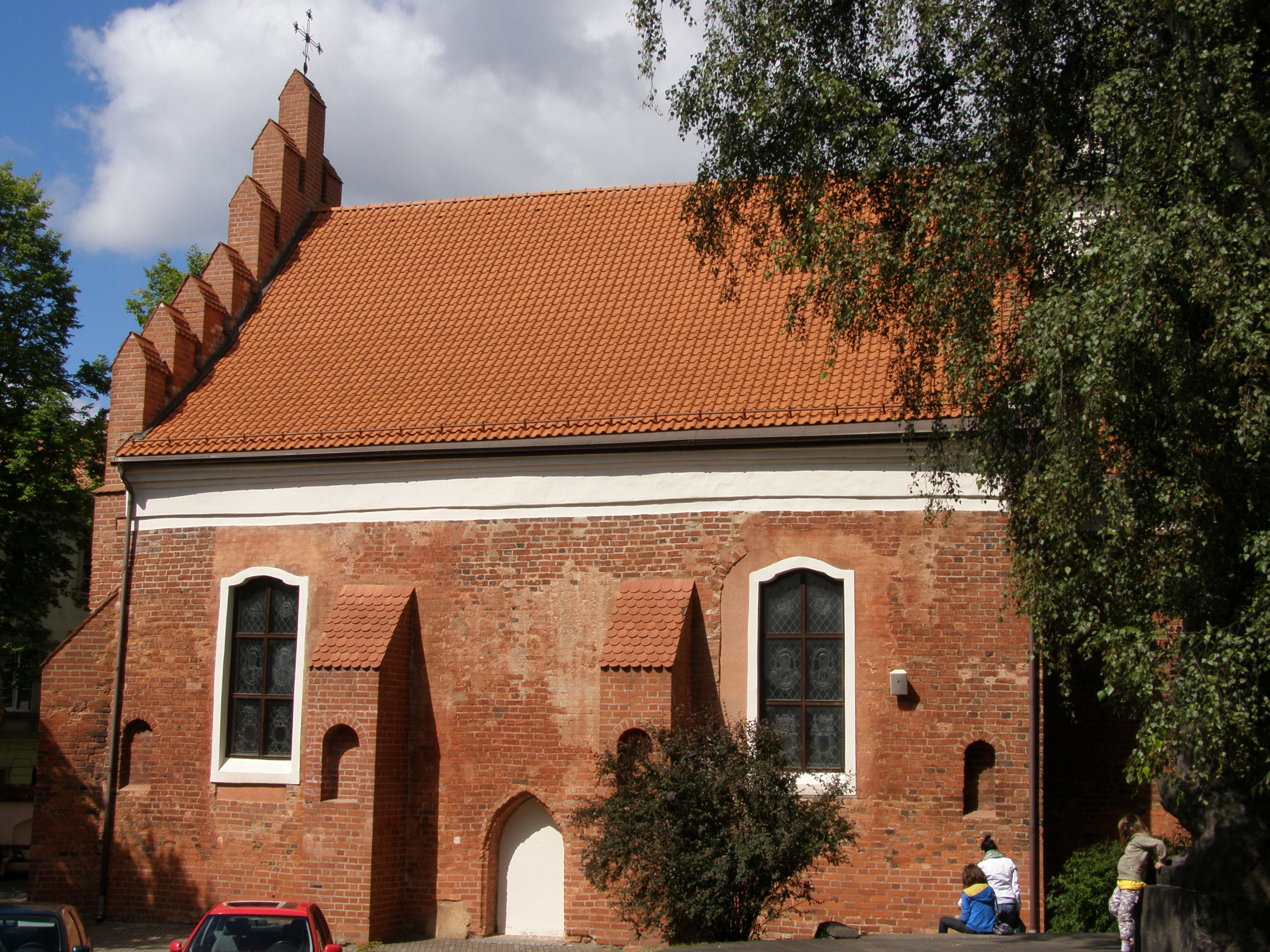
A vilniusi Szent Miklós-templom, a legrégebbi templom Litvániában

A korábbi Kijevi Rusz területének meghódításával a keleti szláv kultúra és az ortodox kereszténység jelentős hatást tudott gyakorolni a litván társadalomra. Mivel a litvánoknak nem volt írásbeliségük, a hivatalos iratokat is rutén nyelven adták ki. Mire Jogaila 1385-ben felvette a katolicizmust, a litvánok egy része már ortodox keresztény volt.
A katolikus hatás elsősorban a német telepesek, kereskedők és rigai hittérítők irányából érkezett. Ferences és dominikánus szerzetesek már Gediminas ideje óta éltek Vilniusban. 1349-ben Kęstutis, 1358-ban pedig Algirdas is folytatott tárgyalásokat a pápával, a Német-római Birodalommal és Lengyelországgal esetleges megtérésükkel kapcsolatbn. A katolicizmus békés terjedését azonban gátolta a teuton lovagok erőszakos térítése az általuk meghódított területeken.
1382-ben meghalt Lajos lengyel és magyar király, és a lengyel trónt tízéves lánya, Hedvig örökölte. A lengyel főrendek felajánlották Jogailának, hogy ha megkeresztelkedik, feleségül veheti Hedviget, és az ország társuralkodójává válhat. Lengyelország értékes szövetséges volt a teuton lovagok ellenében, így 1385-ben megkötötték a krevai uniót. Jogaila mésik lehetősége a moszkvai Dmitrij Donszkoj fejedelem lányával való házasság volt, de a moszkvaiak túl messze voltak, mint semhogy tényleges segítséget nyújthattak volna a német lovagok ellen, és Jogaila szláv alattvalói is talán inkább hozzá lettek voltak lojálisabbak.

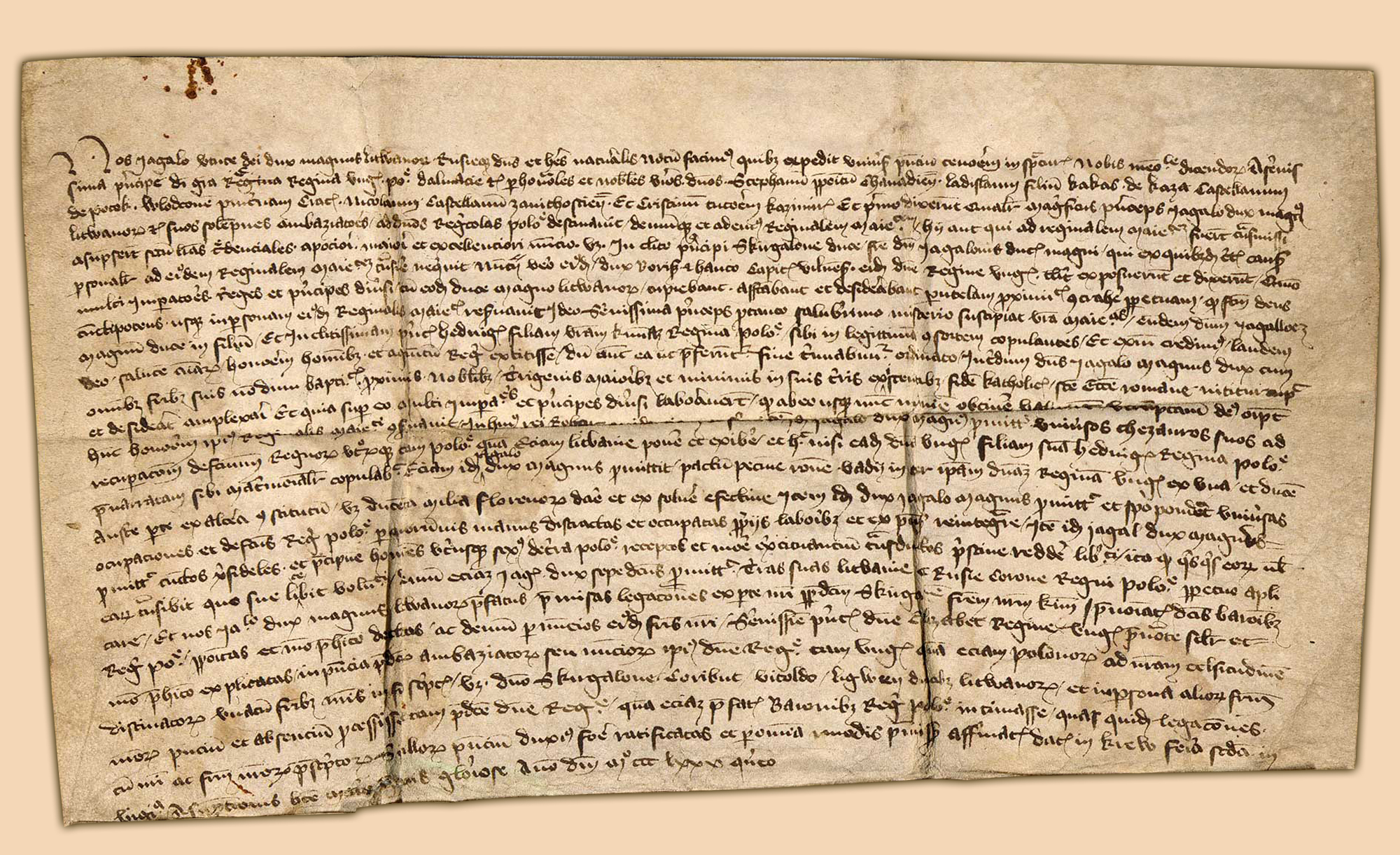
A krevai szerződés

1386 februárjában Jogailát megkeresztelték, és felvette az Ulászló (Władysław) nevet. Három nappal később feleségül vette a nála 30 évvel fiatalabb Hedviget, március elején pedig Lengyelország királyává koronázták.
A nagyfejedelem kereszténnyé válását a litván lakosság megtérítése követte. 1386 őszén Jogaila visszatért Litvániába, és a következő év tavaszán és nyarán személyesen felügyelte a tömeges kereszteléseket. 1387-ben újra püspökséget alapítottak Vilniusban, amelynek az uralkodó bőkezű birtokadományokat és adómentességet juttatott. Ezáltal az egyház egy csapásra ez egyik leghatalmasabb intézménnyé vált az országban. A megkeresztelkedett bojárok is kaptak jogállásukat illető kisebb privilégiumokat. Vilnius városa önkormányzatot kapott.
Litvánia hivatalosan kereszténnyé válása megfosztotta a Teuton lovagrendtől a keresztes háborút mint a területi hódítás indokát. 1403-ban a pápa megtiltotta a rendnek Litvánia megtámadását, és az ország létét két évszázada fenyegető háború elvileg megszűnt.

#### I. Vitold uralma

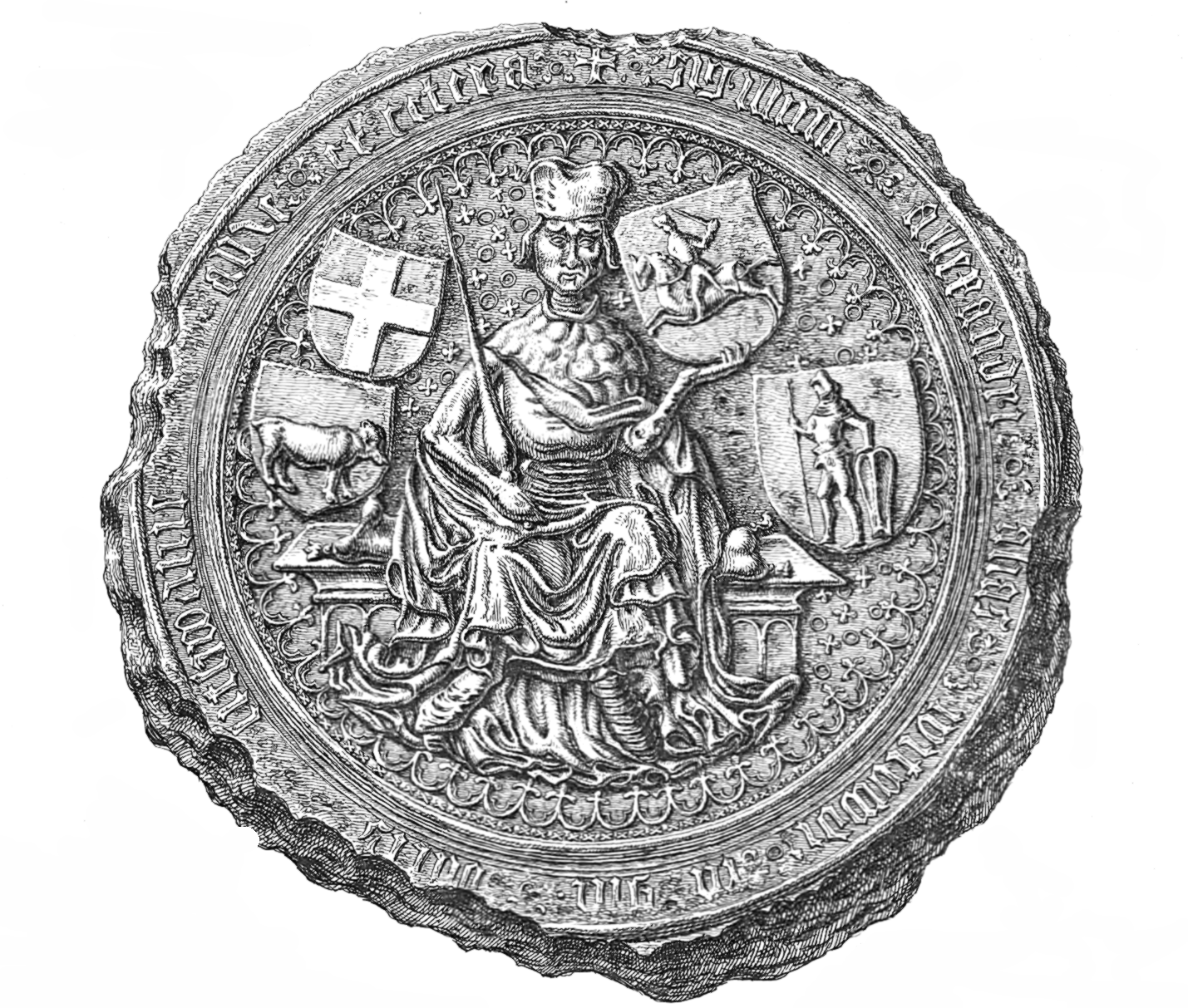
Vytautas pecsétjel

Jogaila lengyel királyként maga helyett fivérét, Skirgailát bízta meg Litvánia kormányzásával. Skirgaila azonban népszerűtlen volt, és Vytautas megpróbálta megdönteni a hatalmát. Mikor első próbálkozása Vilnius elfoglalására megbukott, ismét szövetséget kötött a teuton lovagokkal. 1390-ben ismét sikertelenül ostromolták Vilniust, majd a polgárháború még két éven keresztül eldöntetlenül zajlott. Mikor nyilvánvalóvá vált, hogy egyik fél sem tud gyors győzelmet elérni, Jogaila kompromisszumot javasolt. 1392-ben megkötötték az ostrówi szerződést, amely szerint Litvánia ura Vitold (Vytautas) lett, de formálisan csak mint Jogaila régense. Vitold (Vytautas) megszilárdította a nagyfejedelmi hatalmat, egyik első dolga volt, hogy 1393–95 között több, túlságosan önálló ruténiai fejedelemtől elkobozta címeit. A német lovagok 1392–94 között többször betörtek az országba, de lengyel segítséggel visszaverték őket. A lovagrend azután felhagyott az Ó-Litvánia elleni támadásokkal, és inkább csak Szamogitiára koncentráltak. 1395-ben IV. Vencel cseh király (német királyként a lovagrend feljebbvalója) megtiltotta nekik a Litvánia elleni támadásokat.
Vitold 1395-ben meghódította Szmolenszket, 1397-ben pedig sikeres támadásokat intézett a Krímen az Arany Horda ellen. Nagy keresztes hadjáratot tervezett a tatárok által meghódított rutén földek megszerzésére, ezért, hogy hátát biztosítsa, 1398-ban a salynasi szerződésben átengedte a teuton lovagoknak Szamogitia nagy részét. Ambiciózus terve azonban katasztrófába fordult, amikor a következő évben a vorszklai csatában a tatárok döntő vereséget mértek az egyesült litván–lengyel–moldvai (és kis részben még teuton is) hadseregre; Vytautas maga is alig tudott elmenekülni a csatatérről. A vereséget kihasználva Szmolenszk visszaszerezte függetlenségét.

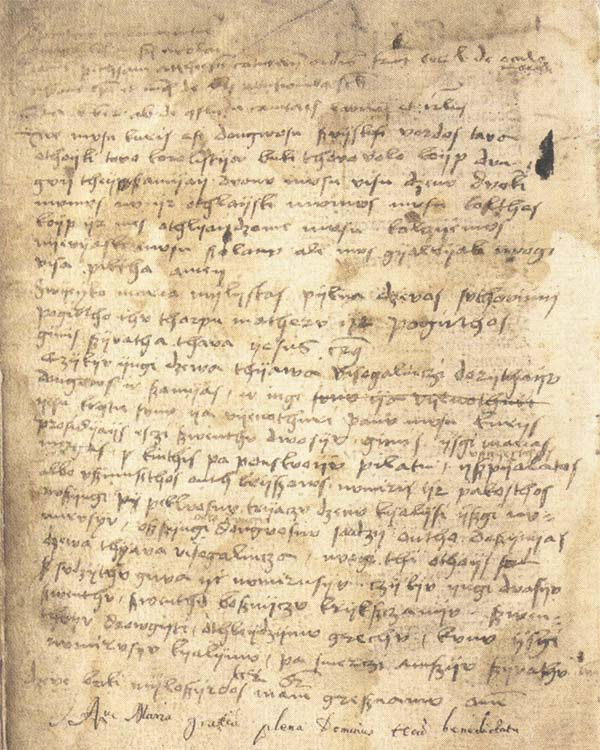
A legrégebbi litván nyelvű kézirat a 16. század elejéről

1401 és 1408 között a litvánok újból képesek voltak támadó hadjáratokat vezetni, visszaszerezték Szmolenszket, Pszkovot és Novgorodot pedig függőségbe kényszerítették. 1408-ban a moszkvai nagyfejedelemmel az Ugra folyónál megegyeztek a hatalmi szférák elkülönítésében.
1409-ben a Teuton rend hadat üzent a litván–lengyel szövetségnek, mert Vytautas támogatta a szamogitiai felkelést. A következő év nyarán a grünwaldi csatában a lovagrend olyan súlyos vereséget szenvedett, hogy állama beleroppant, és a későbbiekben már nem jelentett veszélyt szomszédaira. Központját, Marienburgot azonban nem sikerült elfoglalniuk a lengyel–litván erőknek. Az 1411-es thorni békében Litvánia Vytautas haláláig visszakapta Szamogitiát, és a lovagok tetemes hadisarcot fizettek.
Az 1413-ban megkötött horodłói unió tovább részletezte a két ország viszonyát. Kijelentették, hogy Litvánia egyenlő fél Lengyelországgal, a katolikus bojárokat ugyanolyan privilégiumok illetik, mint a lengyel nemességet, az örökösödés csak a másik ország egyetértésével történhet, és hogy az unió a dinasztia esetleges kihalása után is folytatódik.
Vytautas vallási szempontból toleráns volt, sőt grandiózus keleti terveiben az ortodox egyházat akarta felhasználni, hogy befolyásolhassa az orosz fejedelemségeket és Moszkvát. 1416-ban kinevezte Grigorij Camblakot kijevi metropolitának, akinek ellensúlyoznia kellett volna a moszkvai vallási befolyást. Camblak vezette az 1418-as konstanzi zsinatra küldött keleti keresztény delegációt, de az ortodox szinódus végül nem ismerte el a kinevezését. A nagyfejedelem új katolikus püspökségeket hozott létre Szamogitiában és Ruténiában is (Luckban és Kijevben).
1422-ben a két hónapos gollubi háborúban a teuton lovagok ismét vereséget szenvedtek a lengyel–litván szövetségtől, és végképp le kellett mondaniuk Szamogitiáról, amely egész Európában az utolsó kereszténnyé váló régió volt (1413-ban).
Vytautast legnagyobb sikerei és elismertsége élete vége felé érték, amikor sikerült befolyása alá vonni a krími és volgai tatárokat; sőt I. Vaszilij nagyfejedelem halála után özvegye (Vitold lánya), Zsófia és a litván nagyfejedelem közösen kormányozták a moszkvai államot. 1426-ban és 1428-ban a nagyfejedelemséghez csatolták Pszkovot és Novgorodot. A lucki kongresszuson Zsigmond német-római császárral és Jogailával esetleges királlyá koronázását tárgyalták, ám Vytautas halála miatt erre végül nem került sor.

#### Litvánia a 15. században
A lengyel perszonálunió és a katolicizmus felvétele jelentősen megnövelte a litvánokat (és kisebb mértékben az ortodox ruténokat) érő nyugati politikai és kulturális hatásokat. Vytautas, majd utódai politikája a horodłói unió után az volt, hogy a katolikus nemességet extra privilégiumokkal ruházta fel, így befolyásolva őket az áttérésre. A 15. századi Litván Nagyfejedelemségben ez eredeti litván területek csak 10%-ot (és a lakosság 20%-át) tettek ki. A szláv régiók közül Volhíniát sikerült leginkább integrálniuk.
Ebben az időszakban jobban elkülönült a gazdag földbirtokosok rétege, akik az ország katonai erejének jelentős részét adták; emellett megjelentek a nekik alárendelt jobbágyok. Bár Litvánia elvben külön állam volt, a maga saját intézményeivel, voltak olyan erőfeszítések, főleg lengyel részről, amelyek elkezdték a két állam elitjét és intézményrendszerét összekötni. Vilnius és néhány más város német mintára privilégiumokat (magdeburgi városjogot) kapott. Gyorsan fejlődött a kereskedelem és a kézművesség. Vytautas kancelláriákat alapított, megnyitották kapuikat az első egyházi iskolák, és megkezdődött az évkönyvek írása.

#### A Jagelló-házbeli uralkodók

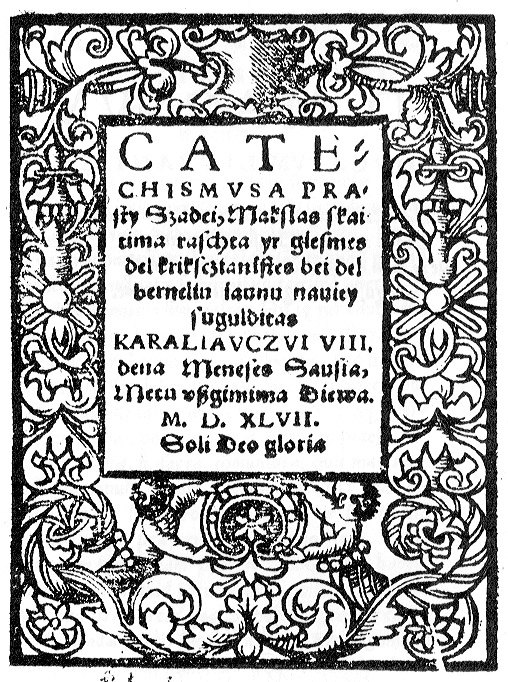
Martynas Mažvydas 1547-ben Königsbergben nyomtatott katekizmusa

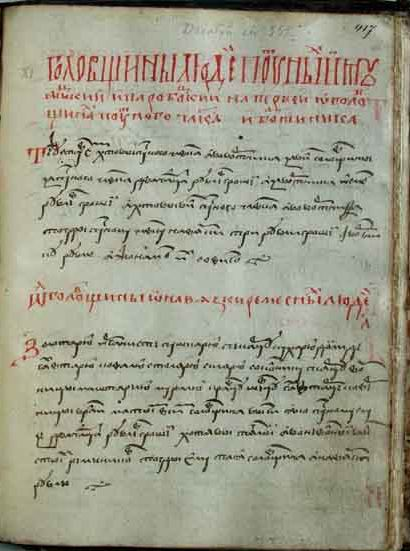
Az 1529-es litván törvénykönyv

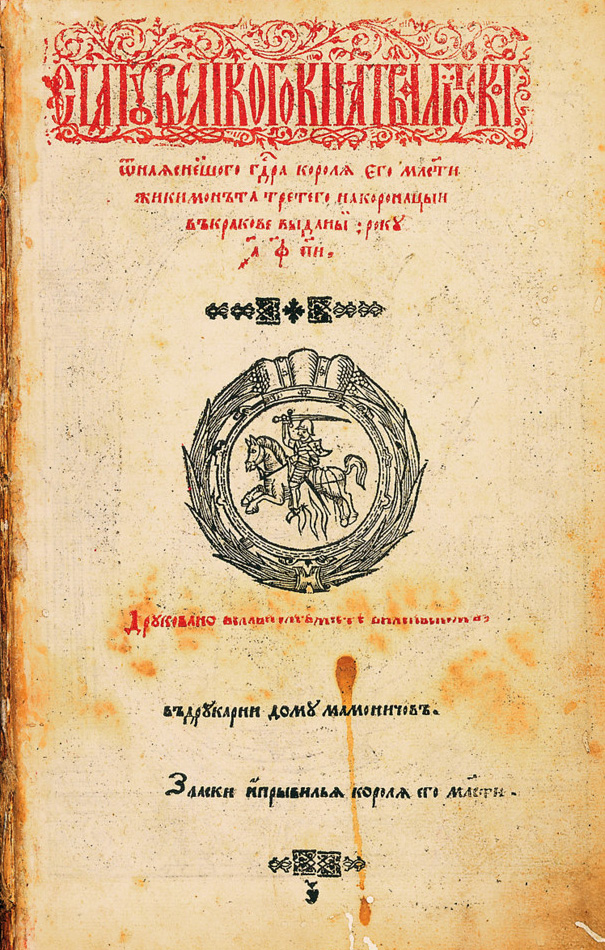
Az 1588-as harmadik törvénykönyv még mindig rutén nyelven íródott

A Jogaila (lengyelül Jagiełło) által alapított Jagelló-ház (amely így a Gediminas-ház oldalága volt) tagjai egészen 1572-ig ültek a nagyfejedelemség trónján.
Vytautas 1430-ban fiúutód hátrahagyása nélkül meghalt, mire újabb polgárháború tört ki az utódlás eldöntésére. A harcoló felek a hatalmat elsőnek megkaparintó Švitrigaila (Jogaila öccse) és Zsigmond (Vytautas öccse) voltak. Miután Zsigmond 1440-ben meghalt, a litván főurak Jogaila második fiát, Kázmért választották meg nagyfejedelemnek, aki 1447-ben a várnai csatában elesett bátyjától megörökölte a lengyel koronát is. Az ő 1492-es halála után megismétlődtek az események: idősebbik fia, János Albert lengyel király, Sándor pedig litván nagyfejedelem lett; majd miután János Albert 1501-ben meghalt, újból Sándoré lett mindkét ország trónja.
A lengyelek északon tovább harcoltak a teuton lovagok ellen, és az 1466-os második thorni békében visszaszerezték szinte valamennyi korábban elvesztett területüket. A vallásreformáció után 1525-ben a lovagrend szekuláris Porosz Hercegséggé alakult át, amelynek jelenléte később alapvető jelentőségű befolyással volt Litvánia és Lengyelország sorsára.
1475-ben a krími tatárok az oszmán szultán vazallusává váltak. A zsákmányt és rabszolgákat rabló tatárok rendszeresen dúlták a Nagyfejedelemség déli határait, 1482-ben felégették Kijevet, és 1505-ben majdnem Vilniusig is eljutottak. Az 1480-as és 90-es években elszakították Litvánia Fekete-tengeri partvidékét. Az utolsó Jagelló uralkodók, I. Zsigmond és II. Zsigmond Ágost idejére a Litvániát érő tatár támadások ereje lecsökkent, mert az ukrán határvidéken létrejött a kozákok militarizált osztálya, valamint az egyre erősödő Moszkva Nagyfejedelemség is egyre hatékonyabban vette fel a harcot a sztyeppei nomádokkal szemben.
1492-től kezdve a Moszkvai Nagyfejedelemség több háborút is indított, hogy „visszaszerezze” a valamikori Kijevi Ruszhoz tartozó területeket. Emiatt Litvánia egyre fokozottabb mértékben szorult a lengyel katonai segítségre. 1492-ben a litván határ (bár a keleti végeken csak limitált ellenőrzést gyakorolt) alig 150 km-re volt Moszkvától. A vereségek következtében már 1503-ra az ország elvesztette területének egyharmadát. 1514-ben Moszkva elfoglalta Szmolenszket, bár utána az orsai csatában a litvánoknak sikerült győzniük, miután a lengyelek vonakodva, de elfogadták, hogy kénytelenek erőket küldeni Litvánia védelmére. Ennek ellenére 1537-ben már Gomelnél volt az állam keleti határa.
Az oroszok északon a livóniai háborúban szándékoztak terjeszkedni a régi Livóniai lovagrend területén. 1557-ben a Livóniai Konföderáció szövetséget kötött Litvániával és Lengyelországgal, és végül az utóbbi bekebelezte az országába. Emiatt egy évvel később Rettegett Iván hadat üzent. 1563-ban elesett Polock, és később sem sikerült visszaszerezni. Livóniát végül szétosztották az oroszok, svédek és a lengyel-litván szövetség között.

#### Szorosabb együttműködés Lengyelországgal
Időközben változott a litván jogrendszer. 1563-ban az ortodox bojárok a katolikusokéval azonos privilégiumokat kaptak, a nemesség minden tagja egyenlővé vált. 1565–66-ban választott bíróságokat hoztak létre, 1566-ban pedig lengyel mintára megváltoztatták a közigazgatási hivatalokat. A litván nemesi gyűlés a lengyel szejméhez hasonló jogokat kapott.
A lengyel kormányzat hosszú távú célja a nagyfejedelemség bekebelezése volt. A litvánok a 14–15. században hárítani tudták a próbálkozásokat, de a 16. századra megváltozott a hatalmi helyzet. 1508-tól kezdve a lengyelek pénzzel, majd katonákkal is támogatták a Moszkva elleni védekezést, és Litvánia léte egyre inkább a támogatástól függött. A két ország szövetségének problémája a gyermektelen II. Zsigmond Ágost idejére különösen akuttá vált, amikor felmerült a dinasztikus unió felbomlásának veszélye.

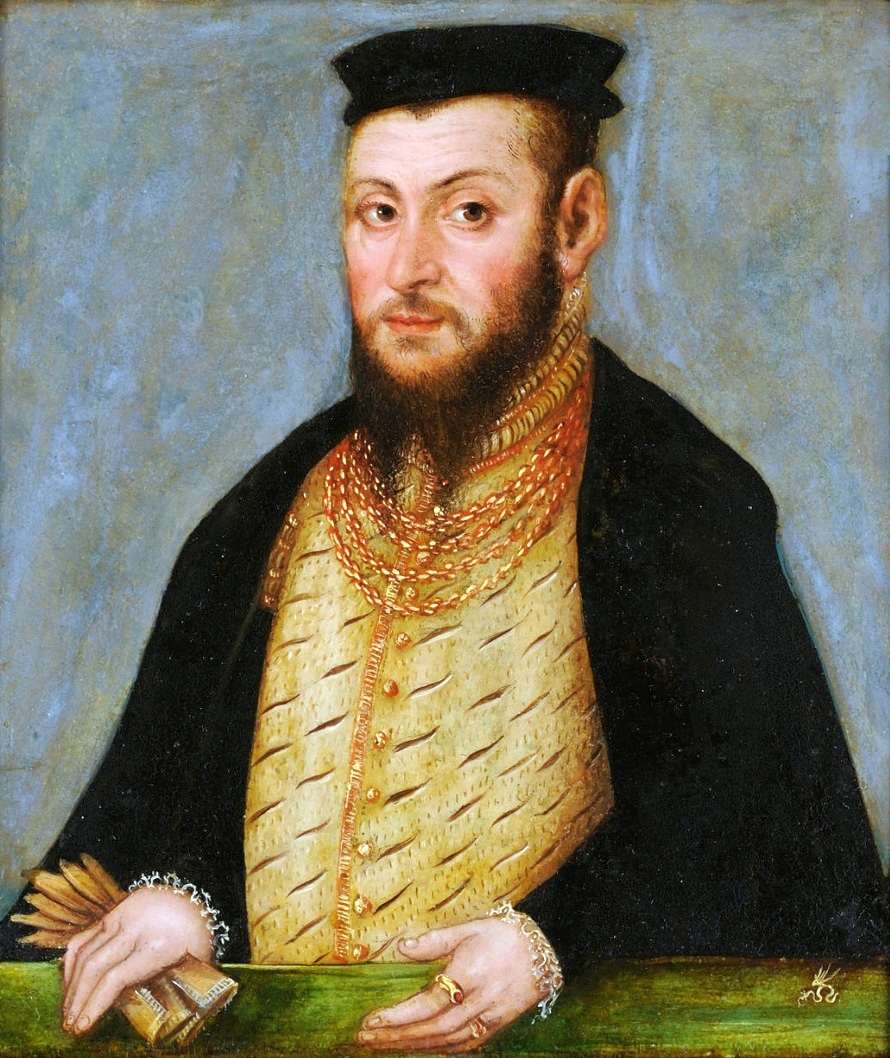
II. Zsigmond Ágost, az unió megreformálója

A szövetség megmentése érdekében Zsigmond Ágost 1569 januárjában Lublinba hívta össze mindkét ország nemességét. Bár sok litván bojár felháborodva hagyta ott a gyűlést, a király végül is keresztülvitte akaratát, és megreformálta a szövetséget, az addigi perszonálunió helyett intézményes alapokon nyugvó tényleges uniót hozva létre. A rutén területek – Volhínia, Podlázia, Podólia, Kijev – átkerültek Lengyelországhoz. A rutén bojárok többnyire elégedettek voltak a változással, mert így a nagyobb privilégiumokkal bíró lengyel nemesség részévé váltak. Az alkudozások, fenyegetések és ígérgetések eredményeképpen, július 1-jén a litván nemesség "önként" elfogadta a lublini uniót. A közös államot egy király kormányozta, amelyet a közös nemesi gyűlés, a szejm választott, de a két ország közigazgatási intézményrendszere különálló maradt. Zsigmond Ágostnak a lublini unióval egy időre sikerült nagyhatalomként megőriznie a lengyel–litván szövetséget, azonban a hosszú távú stabilitáshoz szükséges reformok nagy részét elodázták.

#### A litván reneszánsz

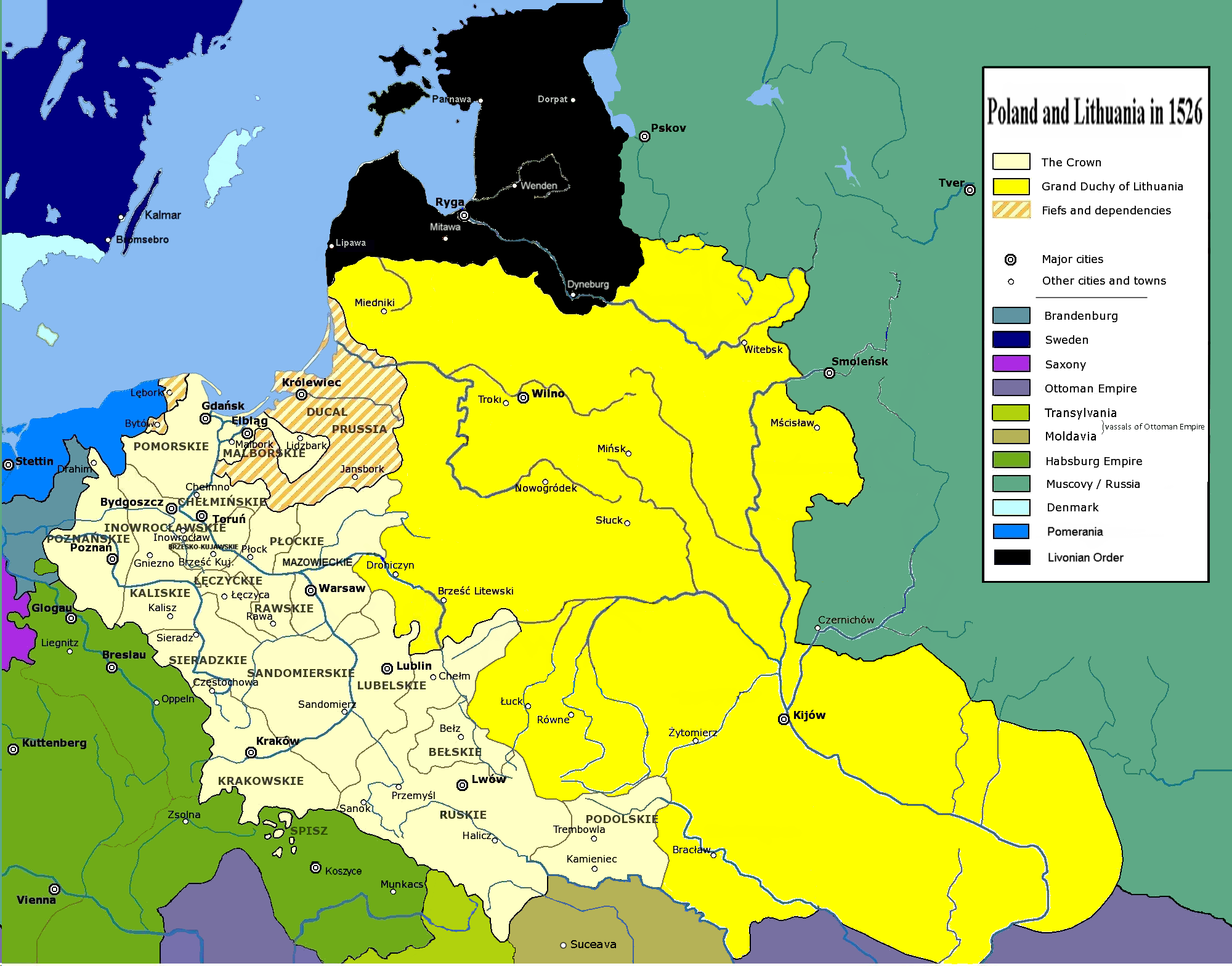
Lengyelország és Litvánia 1526-ban, a lublini unió előtt

A 16–17. században Litvániába is elértek a reneszánsz és a vallásreformáció kiváltotta szellemi áramlatok. Livónia gyorsan lutheránus lett, ám a litvánok katolikusok maradtak.
A kor szellemi életének egyik fontos alakja a humanista és könyvnyomtató Franciszk Szkarina (kb. 1485–1540) volt, aki a hagyományoknak megfelelően rutén nyelven írt, és kialakította a belorusz ábécé betűit. A 16. század közepe után az irodalmi életben egyre inkább a lengyel vált dominánssá. A külföldön tanuló litvánok hazatérve meghonosították az európai stílusáramlatokat, megjelent az olasz építészet, a latin nyelven írt irodalom, de ekkor nyomtattak először litván nyelvű könyveket is. A litván ortográfia úttörői Abraomas Kulvietis, Stanislovas Rapalionis, Martynas Mažvydas és Mikalojus Daukša voltak.

## A Lengyel–Litván Unió (1569–1795)

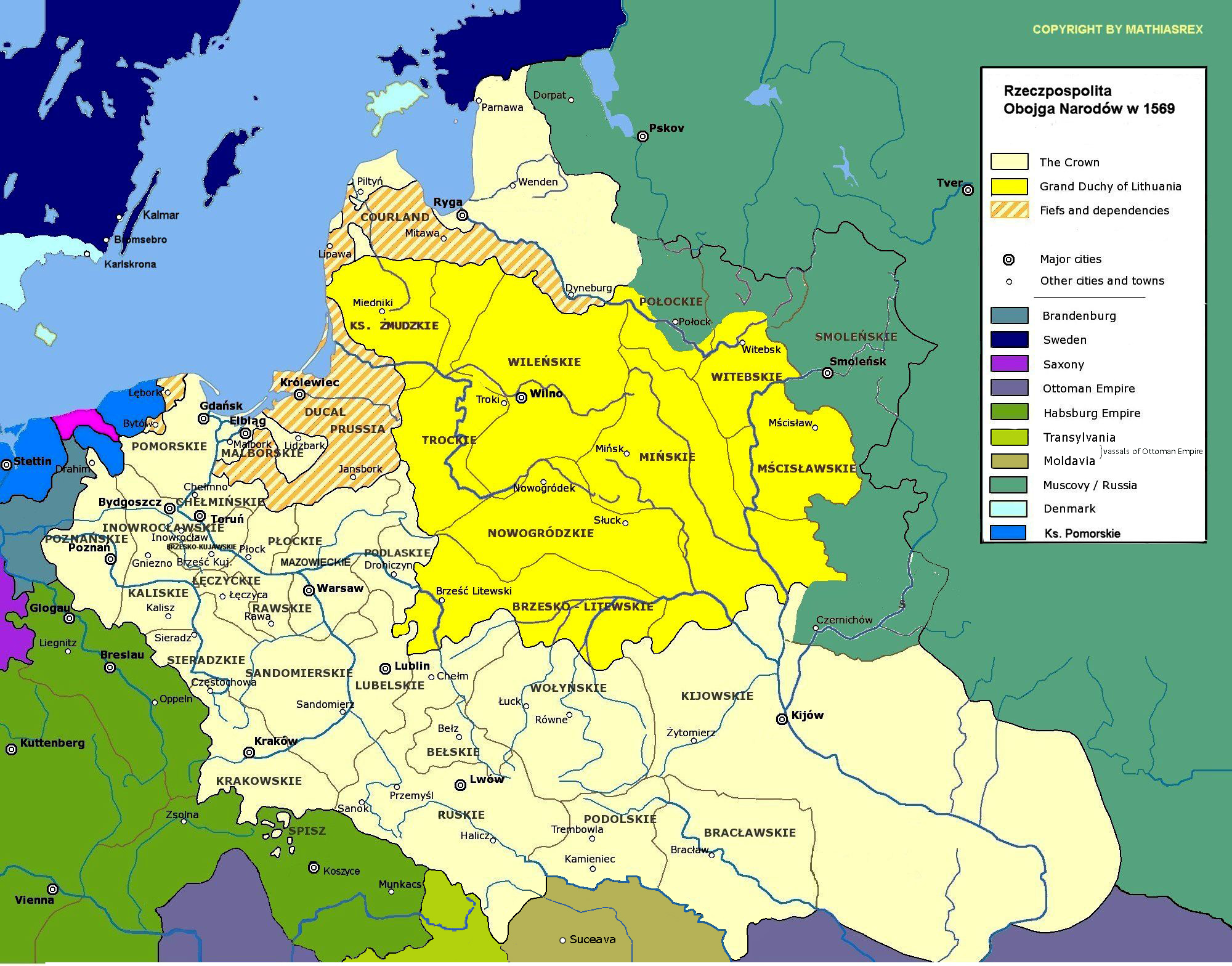
Lengyelország és Litvánia a lublini unió után (1569)

A választott király által uralt Két nemzet köztársasága (ahogyan az uniót hivatalosan nevezték) egy külpolitikát vitt, közös volt a vám- és pénzrendszer. A külön lengyel és litván hadsereg megmaradt, akárcsak a kormányzati intézmények.

### Nyelv
A 15. század második felére a nagyfejedelmi udvarban a lengyel jórészt kiszorította a litván nyelvet. Száz évvel később már a köznemesség is inkább lengyelül beszélt. A lublini unió után a litván közélet egyre inkább ellengyelesedett, bár a hagyományok egy darabig még megmaradtak: az 1588-as törvénykönyvet még mindig ruténul írták. 1700 után azonban a hivatalos iratokban a lengyel felváltotta a rutént és a latint. A nemesség kultúrájában és nyelvében lengyellé vált, de eközben megtartotta litván identitását. A nemesi osztály összetartó ereje ekkor még nem a későbbi időkre jellemző nacionalizmus volt, hanem a nemesség szarmata származásába vetett, egyébként téves hit. A litván nyelv a parasztok beszédében és 1547-től írott vallási szövegekben maradt meg.
A nyelv megőrzésében Nyugat-Litvánia járt élen, ahol Szamogitiában még a nemesek is anyanyelvükként tanulták meg. A Kis-Litvániában (Kelet-Poroszország északkeleti része) élő litvánok lutheránusok voltak, és vallási szövegeiket lefordították a saját nyelvükre. Ezért is nyomtatták Martynas Mažvydas 1547-es Katekizmusát Königsbergben.

### Vallás

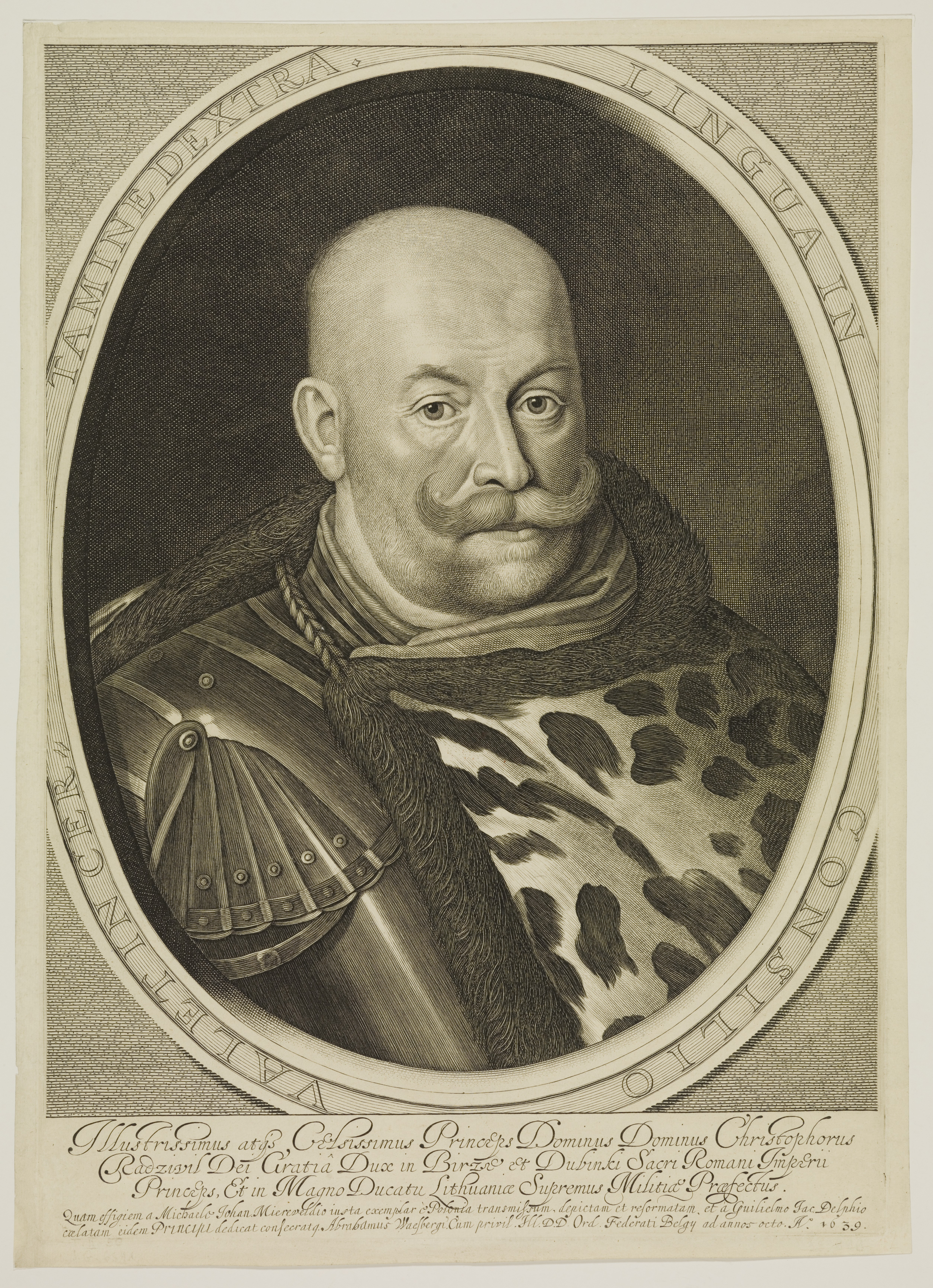
Kristupas Radvila (vagy Krzysztof Radziwiłł) (1585–1640) hetman, kálvinista mágnás

A nagyfejedelemség többségi szláv lakossága ortodox maradt, akárcsak a nemesség egy része. Utóbbiak többsége azonban a lublini unió idejére áttért a katolicizmusra. A protestáns reformáció után, az 1550–1560-as években sok nemesi család evangélikus lett, majd jellemzően egy generációval később, az erősödő ellenreformáció miatt visszatértek római katolikusnak. A vallási változatosság azonban fennmaradt, legalábbis ha hinni lehet egy egyértelműen túlzó 17. századi forrásnak, miszerint „alig egy az ezerből maradt katolikus”. Ilyen körülmények között alapvető volt a vallási tolerancia, amit az 1573-as varsói konföderáció ki is mondott (legalábbis a nemesekre és szabadokra vonatkoztatva).
1750-re (nem mellesleg a keleti, rutének lakta területek elvesztése miatt) a két ország lakosságának 80%-a volt legalább névleg katolikus, köztük a nemesség szinte teljes egésze. Az 1596-os breszti unióval létrejött a görögkatolicizmus, az ortodox egyház azon ága, amely elfogadta a római pápát fejének, de megtartotta a keleti rítust. A rutén közemberek jelentős része ehhez az egyházhoz tartozott. Az ország 1772-es felosztása után a görögkatolikusok orosz fennhatóság alá kerültek, akik szép szóval vagy kényszerítve megpróbálták visszaterelni őket a pravoszláv egyházba. 1800-ra kb. kétmillióan, 1839-re pedig újabb 1,6 millióan tértek vissza a keleti ortodox templomokba.

### A nagyfejedelemség bukása

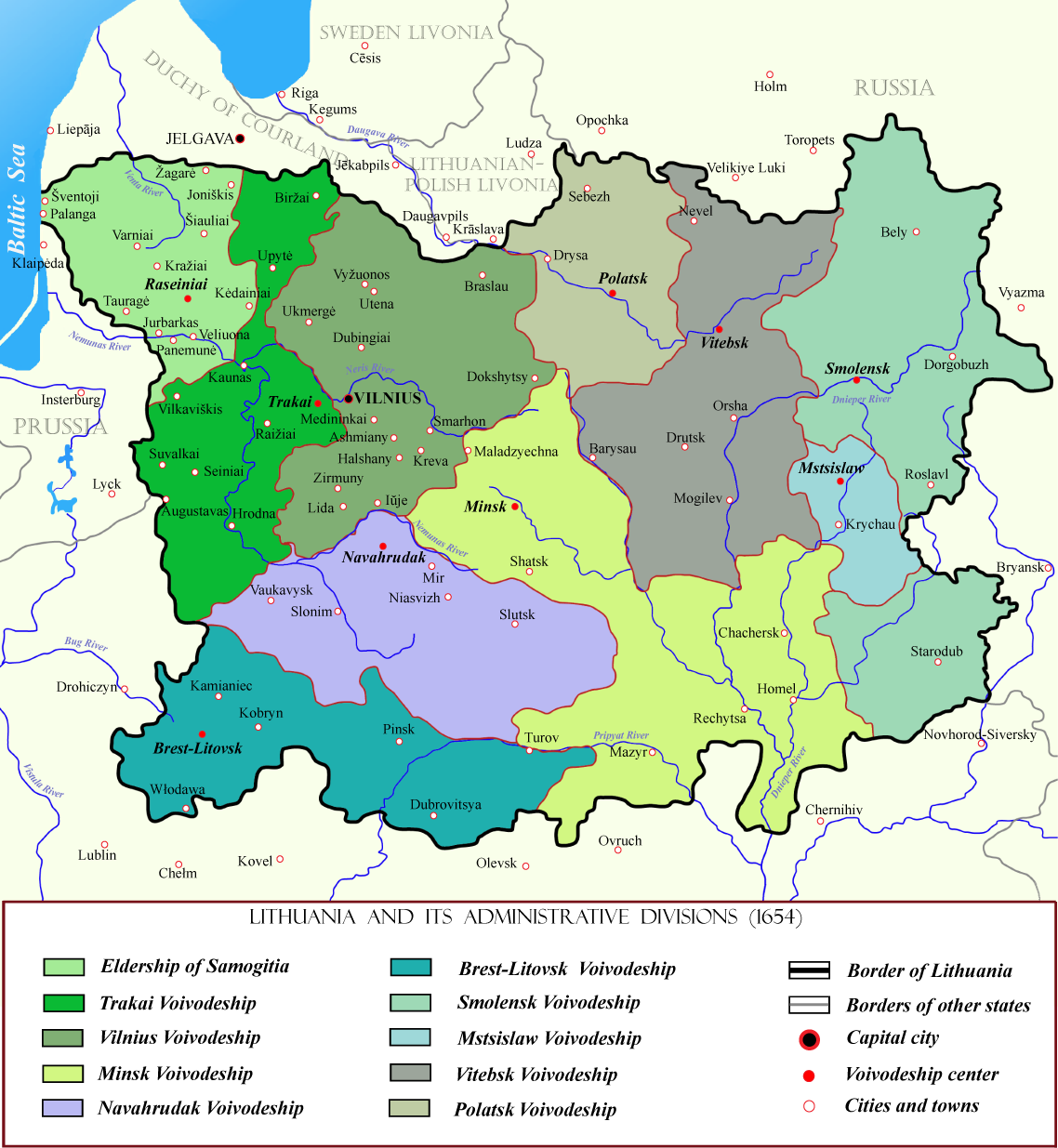
A Litván Nagyfejedelemség közigazgatási felosztása a 17. században

A Litván Nagyfejedelemség a maga külön törvényeivel, hadseregével és kincstárával még két évszázadig maradt fenn az unión belül. Mivel II. Zsigmond Ágost a rutén földeket Lengyelországhoz csatolta, az országhoz ekkor a mai Litvánián kívül a mai Belarusz és Nyugat-Oroszország egy része tartozott. 1573-tól a lengyel és litván uralkodó személye megegyezett, akit a két ország nemessége választott. A sajátos politikai rendszerben a nemesség számos – és egyre több – privilégiumot élvezett. Ezek (főleg a liberum veto) miatt az ország politikai anarchiába süllyedt, és végül nagyban hozzájárultak az állam széteséséhez.
A nagyfejedelemség ekkor az európai kulturális és gazdasági kapcsolatrendszer megbecsült tagja volt. A kereskedelmet illetően elsősorban gabonát exportált, még Amszterdamba is szállítottak litván búzát. A nyugati és keleti kereszténység határán fekvő Vilnius vallási toleranciájával tűnt ki. Nagyszámú zsidó lakossága miatt Észak Jeruzsálemének is nevezték. A fővárosban nagyhírű egyetem működött, és ismert volt a barokk építészet vilniusi iskolája. Lengyelország felosztása után a romanticizmus vilniusi iskolájából származott két neves költő, Adam Mickiewicz és Juliusz Słowacki.

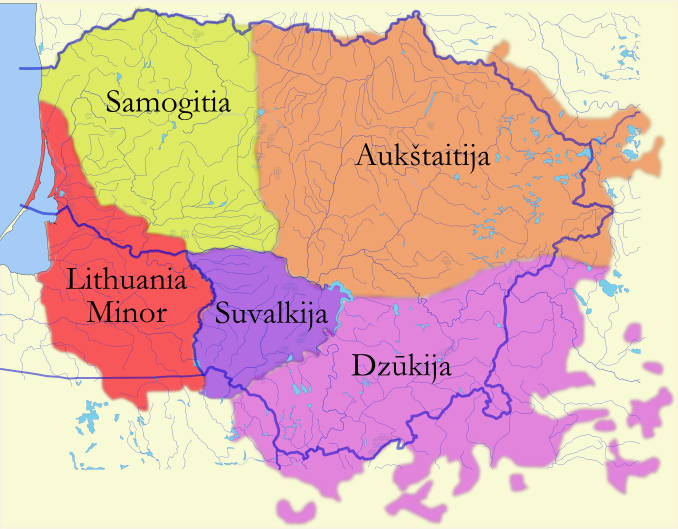
Litvánia néprajzi régiói

A 17. század közepétől pusztító háborúk sora rázta meg a lengyel–litván államot, az ún. Özönvíz. Az 1648-as Hmelnickij-féle kozákfelkeléssel kezdődött, majd Oroszország az 1654–67-es háború, a svédek pedig az 1655–61-es második északi háború keretein belül dúlták fel teljesen a két országot. Vilniust az orosz kozákok kifosztották és felgyújtották, a helyi nőket megerőszakolták. Mielőtt még teljesen magához térhetett volna, a nagy északi háború pusztította végig az uniót 1700–1721 között. Utóbbi idejében pestisjárvány és az 1709-es hideg év után éhínség miatt is szenvedtek a litvánok.
Az ország mindezek miatt elvesztette lakosságának 40%-át, valamint nagyhatalmi státuszát, és idegen hatalmak, főleg Oroszország befolyása alá került. A mágnások (köztük a litván Radziwiłłek) által irányított, egymással marakodó politikai frakciók jogaikat kihasználva megakadályozták a belső reformokat. Az ország függetlensége végül Lengyelország három felosztása után veszett el, amikor 1772-ben, 1793-ban és 1795-ben Poroszország, Ausztria és Oroszország felosztotta egymás között az unió területét. Litvánia döntő részben Oroszországhoz került, míg kb. 10%-a porosz tulajdon lett. Az utolsó felosztás a Kościuszko-felkelés 1795-ös bukása után következett be; ezután Litvánia több mint egy évszázadra elveszítette függetlenségét.

## Litvánia a cári Oroszországban (1795–1918)

### A litván nacionalizmus születése

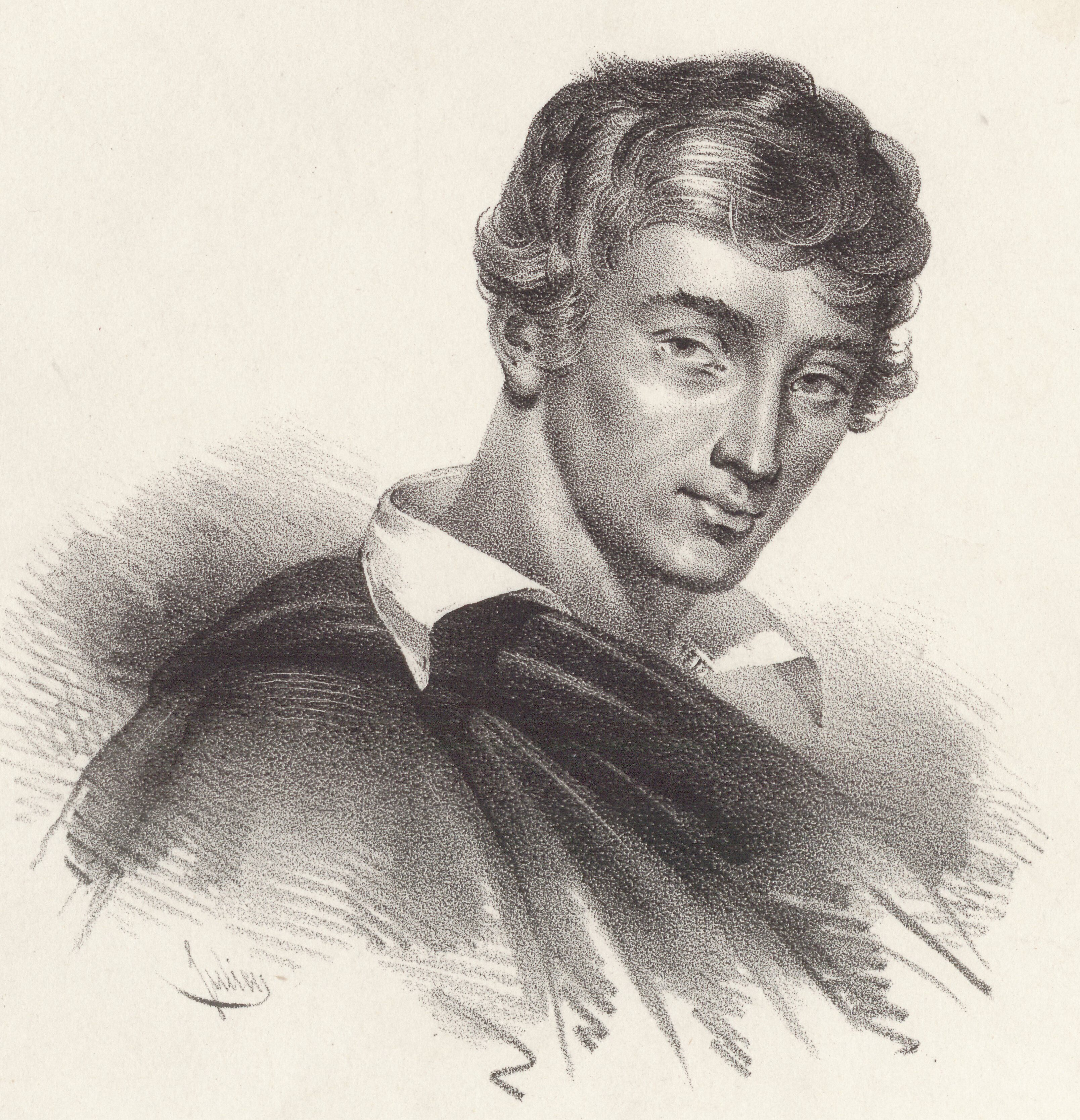
Adam Mickiewicz, a romantika korának költője

Lengyelország–Litvánia felosztása után a litván földek 90%-a és Vilnius Oroszországhoz került. 1803-ban I. Sándor cár a vilniusi jezsuita akadémiát egyetemi rangra emelte, amely az egész birodalom legnagyobb ilyen intézményévé vált. Igazgatója a neves lengyel író, Adam Czartoryski herceg volt. A 19. század elején még volt valamennyi remény, hogy Litvánia bizonyos mértékű autonómiát kap a cári birodalmon belül, de erre végül nem került sor.
1812-ben a litvánok lelkesen üdvözölték a felszabadítónak tekintett Napóleon hadseregét. Ennek ellenére a franciák veresége után Sándor cár nem záratta be a vilniusi egyetemet, és itt tanulhatott Adam Mickiewicz, a híres költő, aki 1815–24-ben Vilniusban élt. Litvániának az a délnyugati része, amely 1795-ben Poroszországhoz került Napóleon idején a Varsói Hercegség része lett, 1815 után pedig a szintén orosz ellenőrzésű Lengyel Királyságé („Kongresszusi Lengyelország”). Litvánia többi részét kormányzóságokra bontották.

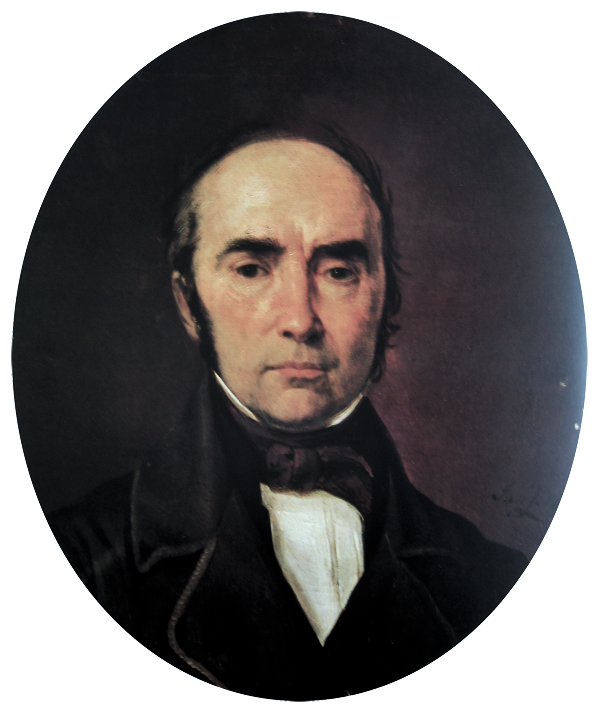
Simonas Daukantas

A lengyelek és litvánok kétszer is fellázadtak az orosz uralom ellen: 1830–31-ben (novemberi felkelés) és 1863–64-ben (januári felkelés), de mindkettő elbukott, és fokozott orosz elnyomást eredményezett. A novemberi felkelés után I. Miklós cár bezáratta a vilniusi egyetemet, és intenzív eloroszosítási programba kezdett. Ennek ellenére a korábbi lengyel nyelvű iskolák és kulturális intézmények tovább működhettek, legalábbis a januári felkelés bukásáig. A litván törvénykönyvet csak 1840-ben helyezték hatályon kívül, és 1861-ben, akárcsak a birodalom többi részében, eltörölték a jobbágyságot. 1839-ben a görögkatolikus egyházat egyesítették a pravoszláv egyházzal.
Adam Mickiewicz lengyel költő nagyon szerette a litván vidéket és középkori legendáit, és műveivel hozzájárult a litván nemzeti mozgalom ébredéséhez. Simonas Daukantas író-történész, aki Mickiewiczcsel együtt tanult Vilniusban, azt sürgette, hogy térjenek vissza a lengyel unió előtti kulturális gyökerekhez és a litván nyelvhez. Már 1822-ben megírta az ország történetét litvánul, de akkor még nem tudta kiadatni. Teodor Narbutt lengyelül írta meg a terjedelmes A litván nemzet őstörténeté-t, amelyben szintén azt fejtegette, hogy Litvánia dicsősége a lublini unióig tartott. Ő volt az, aki rámutatott a szanszkrit és litván nyelvek közötti hasonlóságra, ami arra utalt, hogy az utóbbi igen közel áll az indoeurópai gyökerekhez. A nemzeti megújulás mozgalma a nyelvi identitást tekintette egyik alapkérdésének, szükségesnek érezték, hogy szakítsanak a hagyományos lengyel kulturális és nyelvi kötődéssel.

### A nemzeti újjászületési mozgalom

Orosz kormányzóságok a mai Litvánia területén

Az 1864-es januári felkelés bukása tovább gyengítette a lengyel kapcsolatokat. Ekkoriban kezdett megerősödni egy új társadalmi réteg, azok a tanult és gyakran tehetős parasztok, akiknek az ellengyelesedett urbánus értelmiségekkel szemben ténylegesen a litván volt az anyanyelve. A nemzeti újjászületés egyik alapját azok a vidéki származású fiatalok képezték, akik már a széles rétegekre kiterjedő közoktatás révén szerezték műveltségüket. A litván diákok már nem annyira Varsó, hanem inkább Szentpétervár és Moszkva egyetemein tanultak. A keletkező „depolonizációs” kulturális űrt a hatóságok oroszosítással akarták betölteni, de ebben a törekvésükben nem jártak sikerrel.
Az orosz nacionalizmus a volt Litván Nagyhercegség teljes területét keleti szláv régiónak tekintette, amelyet „újraegyesítettek” Oroszországgal. A születő litván nemzeti mozgalom céljai között már nem is a valamikori nagyhercegség teljes visszaállítása szerepelt, hanem a történelmi Ó-Litvánia alapjain egy saját nyelvet beszélő, modern nemzeti állam létrehozása.

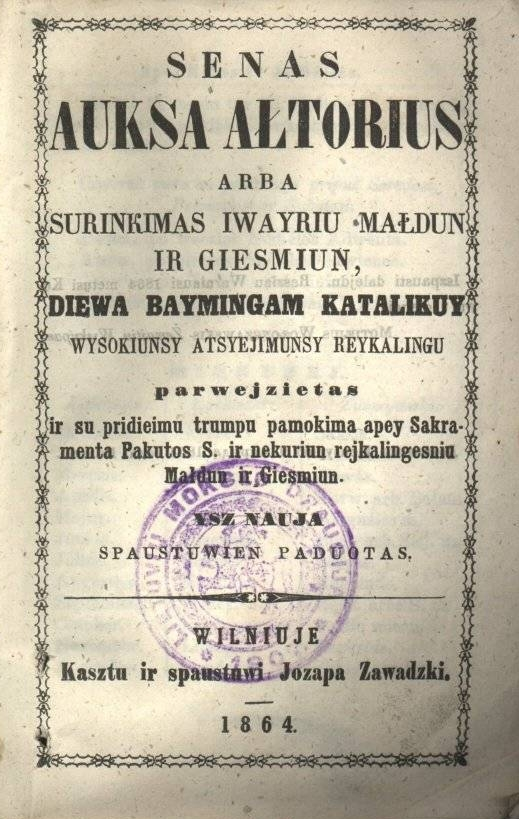
1864-ben latin betűkkel nyomott (és ezért betiltott) litván imakönyv

1864-ben az elemi iskolákban betiltották a litván nyelvet és a latin ábécét. Ez annak az eloroszosító politikának volt a kezdete, amely a litvánok vélt orosz gyökereihez való visszatérést célozta. A cári hatóságok betiltották a litván könyvnyomtatást, kulturális és oktatási intézményeket zártak be. A nemzeti mozgalom ellenállt, többek között Motiejus Valančius püspök vezetésével, és Kelet-Poroszországban nyomtatott könyveket csempésztek be az országba (Lásd: Knygnešiai). Az 1880-as években két illegális újság is indult, a Németországban nyomott Aušra és Varpas, amelyek főleg irodalmi műveket közöltek.

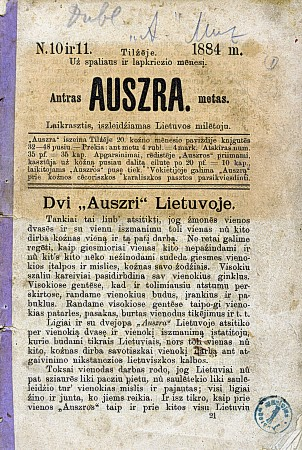
Az Aušra (eredeti helyesírással Auszra) címlapja

A nemzeti mozgalom mindkét kiemelkedő alakja, Jonas Basanavičius és Vincas Kudirka tehetős parasztcsaládból származott, és ugyanabba a marijampolėi középiskolába jártak. Basanavičius orvosnak tanult Moszkvában, ahol külföldi ismeretségeket szerzett, és lengyel–litván történelmi témájú cikkeket írt. 1879-es diplomázása után Bulgáriába, majd onnan 1882-ben Prágába költözött, ahol a cseh nemzeti mozgalom hatása alá került. Ő alapította az Aušrát (Hajnal), amelyet a német Ragnitban (ma Nyeman, Oroszország) nyomtattak Oroszországban betiltott latin betűkkel. A negyven számot megért újságot innen csempészték be a cár birodalmába.

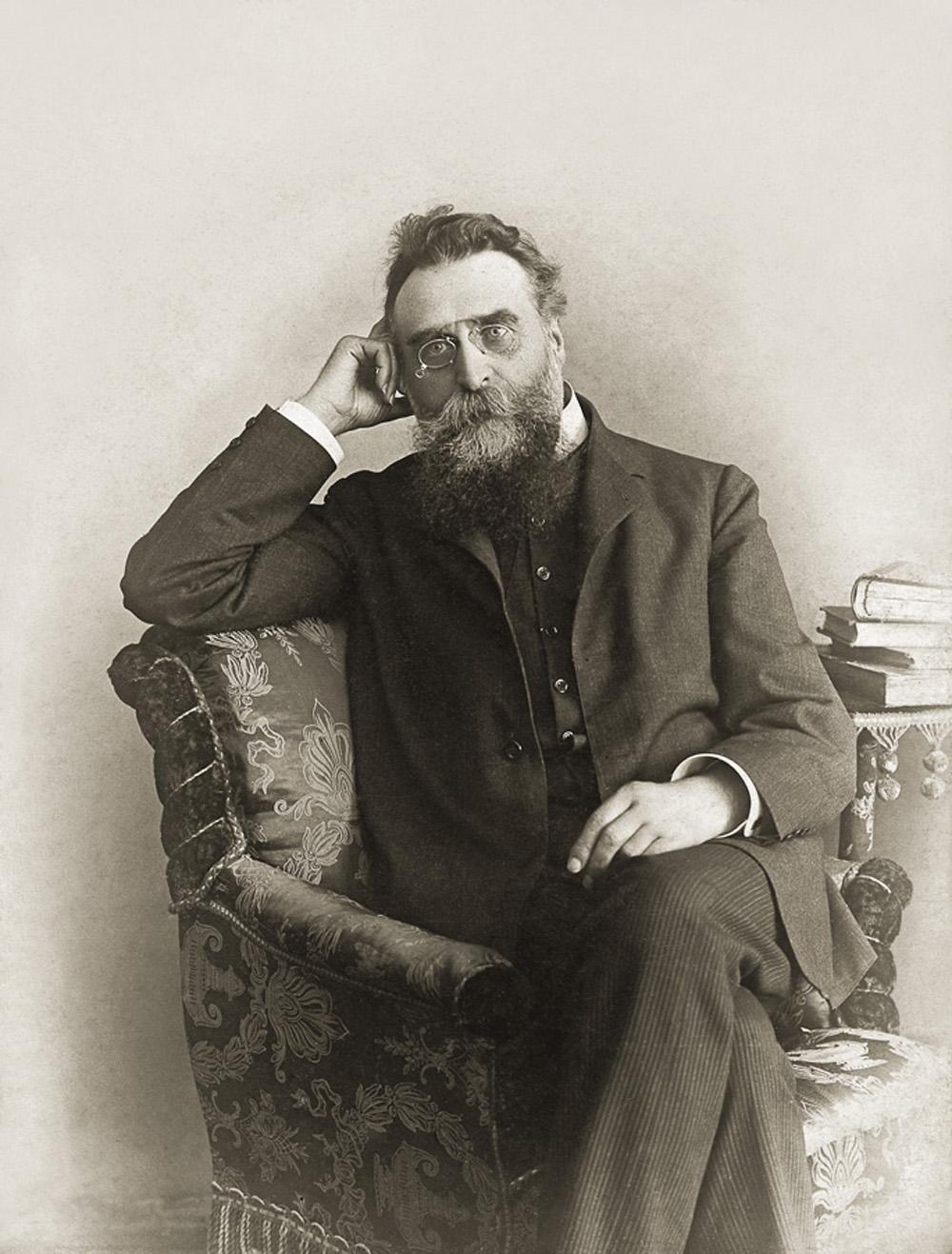
Jonas Basanavičius, a litván nemzeti megújulás kiemelkedő alakja

Kudirka szintén Marijampolėban tanult, ahol a feltételek enyhülésével már lengyelül is tanulhatott. Ő is orvosnak tanult a Varsói Egyetemen, ahol megismerkedett a szocializmus eszméivel (egy időre ki is rúgták A tőke egy példányának birtoklása miatt). 1889-ben visszatért Litvániába, ahol vidéki orvosként dolgozott, és közben verseket írt. 1898-ban Mickiewicz Pan Tadeusz-nak hatására írt egy verset „Litvánia, a mi hazánk” (Lietuva, Tėvyne mūsų) címmel. Ma ez az ország nemzeti himnusza.
A 19. század legvégén feloldották a latin ábécé tilalmát, és mintegy 2500 könyvet adtak ki. 1900-ra létrejött a standardizált litván ábécé, elsősorban a történelmi használat, és Aukštaitija régió tájnyelve alapján. A č, š és v betűket a csehből vették át a lengyel eredetű cz, sz és w helyére. Jonas Jablonskis általánosan elfogadott Litván nyelvtan 1901-ben jelent meg.

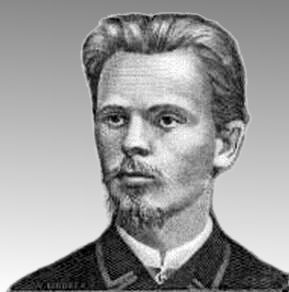
Vincas Kudirka

1867–68-ban egy éhínség miatt megkezdődött az Amerikába történő kivándorlás. 1868 és 1914 között kb. 635 ezer litván, a lakosság 20%-a hagyta el a hazáját. Az orosz uralom alatt a városok növekedtek ugyan, de a többi terület európai szemmel fejletlen maradt és kevés munkalehetőséget biztosított. Sok litván a környező nagy ipari központokba, Rigába vagy Szentpétervárra utazott munkát keresni. A városok egy részében a nem litvánul beszélő lengyelek és zsidók kerültek többségbe.

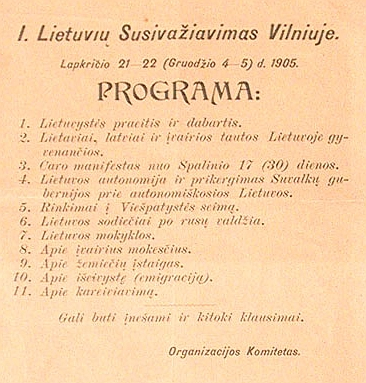
Röplap a Vilniusi nagy szejm programjával

Az 1905-ös orosz forradalom során összehívták a Vilniusi nagy szejmnek nevezett kongresszust, amely autonómiát követelt Litvánia számára. A cári kormányzat a forradalom hatására engedményeket tett a balti népeknek: ismét használhatták az iskolákban nemzeti nyelveiket, és katolikus templomokat is építhettek. A négy évtizedig kötelező cirill ábécét hivatalosan is felváltották a latin betűk. Azonban még az orosz liberálisok sem lettek volna hajlandóak az autonómia megadására.
Az első világháború kitörése után Németország 1915-ben megszállta Litvániát és Kurlandot. Vilniusba 1915. szeptember 19-én vonultak be. A németek a háború kedvező kimenetele esetén úgy tervezték, hogy elszakítják a balti népeket Oroszországtól, és Berlintől függő bábállamokat hoznak létre.

## A független Litvánia (1918–1940)

### A függetlenség kikiáltása

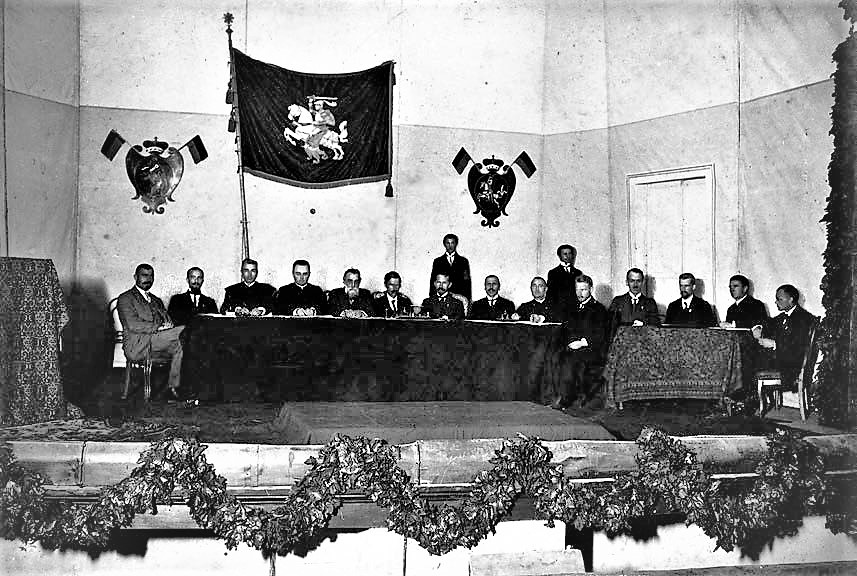
A vilniusi konferencia elnöksége és titkársága

1917. szeptember 22-én a német megszálló hatóság engedélyével összeült a vilniusi konferencia, hogy elkezdjék az etnikai határok mentén megalakuló leendő független litván állam szervezését. A folyamatot egy választott nemzetgyűlésnek kellett volna elkezdeni, de a német hatóság nem engedélyezte a választások megtartását, sőt még a konferencia végső döntésének kiadását sem, amely választott nemzetgyűlés összehívását sürgette. A konferencia így is létrehozott egy húszfős Litván Tanácsot (Taryba), hogy végrehajtó szervezetként döntéseket hozhasson. A Jonas Basanavičius vezette tanács 1917. december 11-én német protektorátusként kikiáltotta a litván függetlenséget, 1918. február 16-án pedig kiadták a litván függetlenségi nyilatkozatot is, amely demokratikus államként definiálta az országot. A nyugati front vereségei miatt meggyengült németek egyelőre még meg tudták akadályozni a ténylegesen önálló állam létrejöttét. A litvánok, megakadályozandó a német annexiót, meghívták a Württemberg-házból származó Wilhelm Karl von Urach herceget, hogy II. Mindaugas néven legyen országuk uralkodója, neki azonban nem sikerült elfoglalnia a trónt, így csak Litvánia névleges királyaként vonult be a történelembe.

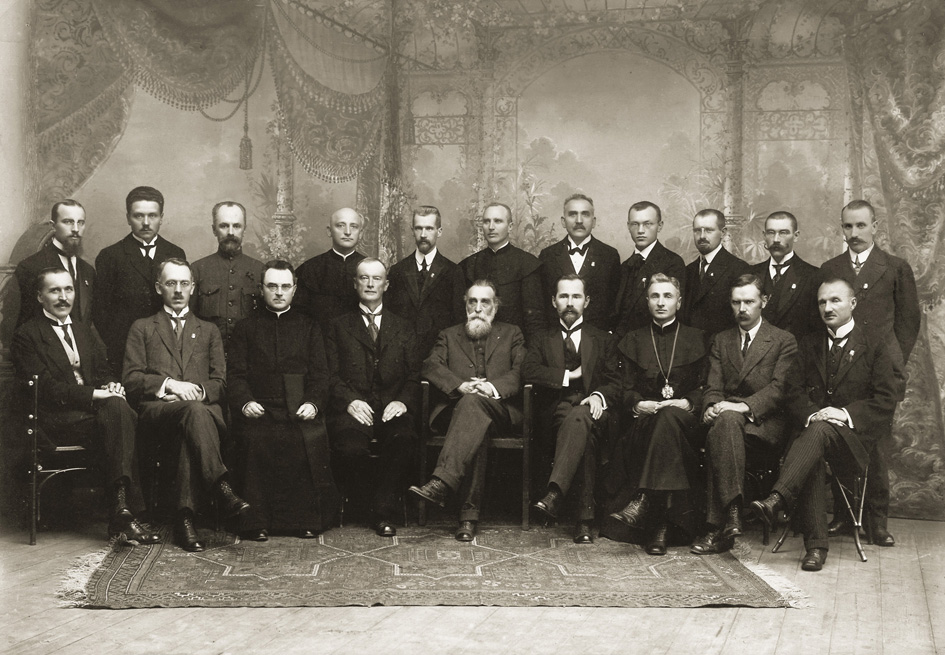
A Litván Tanács húsz tagja

Időközben a bolsevik forradalom után polgárháborúba süllyedő Oroszországban is felmerült a régi Litván Nagyfejedelemség felélesztésének ötlete. 1918 márciusában az Anton Luckevics-féle Belorusz Nemzeti Tanács kikiáltotta a Belorusz Népköztársaságot, amely magába foglalta volna Litvániát, és a Balti-tengertől a Fekete-tengerig ért volna. A Vörös Hadsereg közeledtére azonban Luckevics külföldre menekült. A bolsevikok 1918 decemberében foglalták el Minszket, és ők is felajánlották a litván kormányzatnak egy belorusz-litván föderáció létrehozását, a litvánok azonban csak "az etnográfiai határokon belüli" állam létrehozásában voltak érdekeltek.
Miután a németek 1918. november 11-én letették a fegyvert az antant előtt, a litvánok gyorsan létrehozták a kormányukat, ideiglenes alkotmányt léptettek életbe, és megkezdték az alapvető közigazgatás kiépítését. Az új kormány vezetője Augustinas Voldemaras volt. A nyugat felé visszavonuló német hadsereget azonban a Vörös Hadsereg követte, amelynek feltett szándéka volt a proletárforradalom világméretű terjesztése. Útjukban több bábállamot hoztak létre, közte 1918. december 16-án a Litvániai Szocialista Szovjetköztársaságot (amelyet hamarosan egyesítettek Belarusszal). December végén elérték a litván határt, és megkezdődött a litván–szovjet háború.

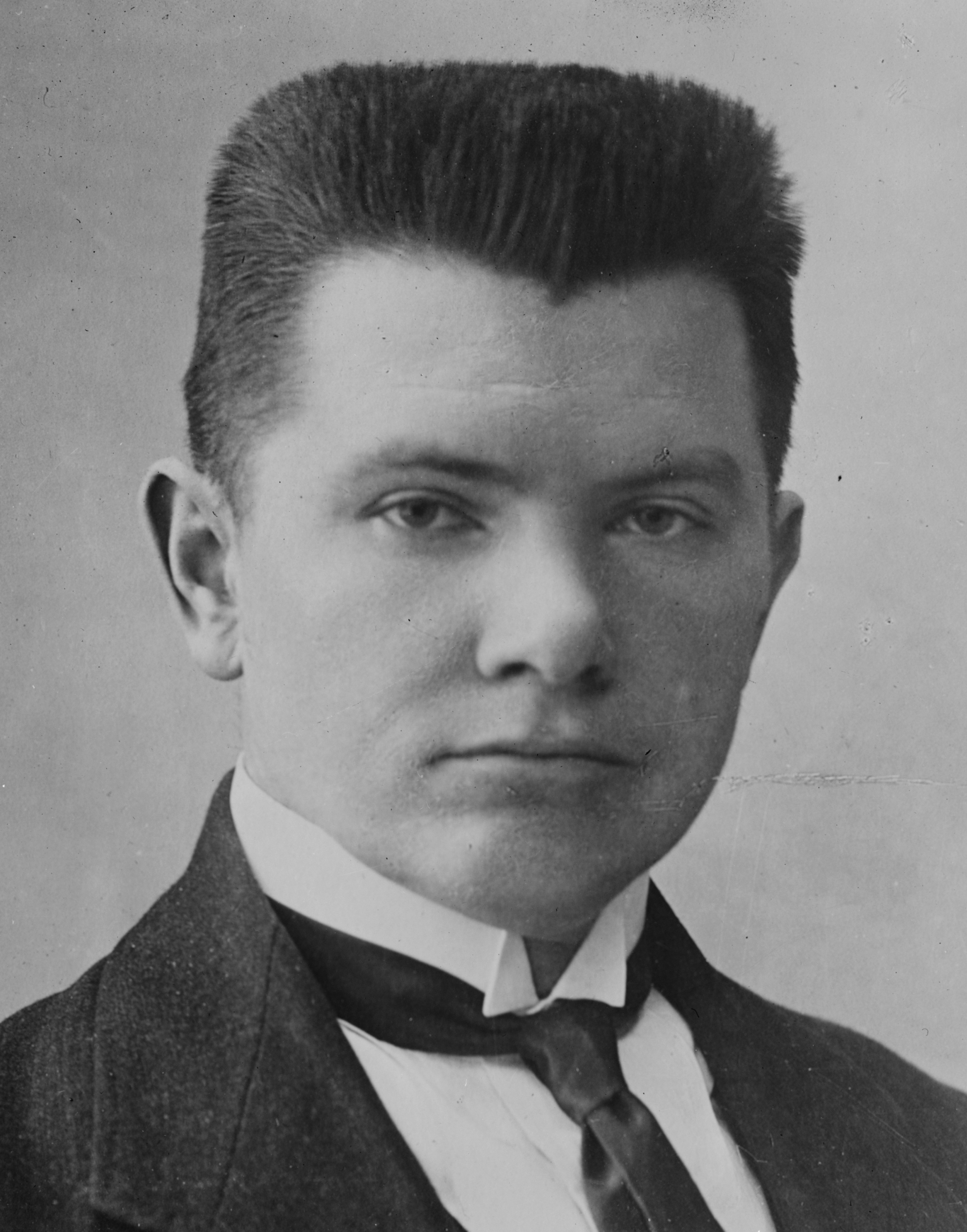
Augustinas Voldemaras, Litvánia első miniszterelnöke

1919. január 1-jén a német megszálló csapatok kivonultak Vilniusból, és átadták a várost a helyi lengyel önvédelmi erőknek. A litván kormányt Kaunasba evakuálták, amely az ország ideiglenes fővárosa lett. Január 5-én Vilniusba bevonultak a szovjetek. Mivel a litván hadsereg még szervezés alatt volt, a szovjet erők többé-kevésbé ellenállás nélkül haladtak előre, és január közepére megszállták az ország kétharmadát.
Áprilistól kezdve a litván–szovjet háborúval párhuzamosan megindult a lengyel–szovjet háború is, és a lengyelek április 21-ére kiűzték Vilniusból a vörös katonákat. Mivel azonban a lengyeleknek területi követeléseik voltak Litvániával szemben (különösen Vilniusra) a két ország között gyorsan kiéleződtek a feszültségek, amelyek a lengyel–litván háborúhoz vezettek. Józef Piłsudski lengyel elnök megpróbált létrehozni egy lengyel–litván föderációt, amit azonban a másik fél elutasított; erre 1919 augusztusában sikertelenül próbálta megdönteni a litván kormányt.
1919 májusának közepén a Silvestras Žukauskas vezette litván hadsereg offenzívát kezdett a megszálló szovjetek ellen, és augusztus végére kiszorították őket az országból. Ezután a paramilitáris, balti németekből és volt orosz hadifoglyokból álló Nyugatorosz Önkéntes Hadsereg ellen fordultak, és az év végére őket is sikerült legyőzniük.

### Demokratikus időszak

Demarkációs vonalak Lengyelország és Litvánia között (1919–1939)

1920 áprilisában megválasztották a népgyűlést. Júniusra elfogadták a harmadik ideiglenes alkotmányt, július 12-én pedig aláírták a békeszerződést a szovjetekkel. Ebben a Szovjetunió elismerte Litvániát és jogát a vitatott vilniusi régióra, Litvánia pedig titokban átengedte a lengyel területre igyekvő Vörös Hadsereget. Július 14-én szovjetek ismét elfoglalták Vilniust, ezúttal a lengyelektől, majd egy hónappal később átadták azt a litván erőknek. A lengyelek azonban felülkerekedtek a szovjet háborúban és előrenyomultak. A litvánok kiegyezése Moszkvával csak növelte a lengyelekkel való feszültséget; végül a további harcok elkerülése érdekében október 7-én megkötötték a suwałkii egyezményt, amely az ideiglenes demarkációs vonal lengyel oldalán hagyta Vilniust. A következő napon Lucjan Żeligowski lengyel tábornok névlegesen fellázadt (valójában Piłsudski utasítására cselekedett), bevonult Vilniusba és kikiáltotta a Közép-Litvániai Köztársaságot.

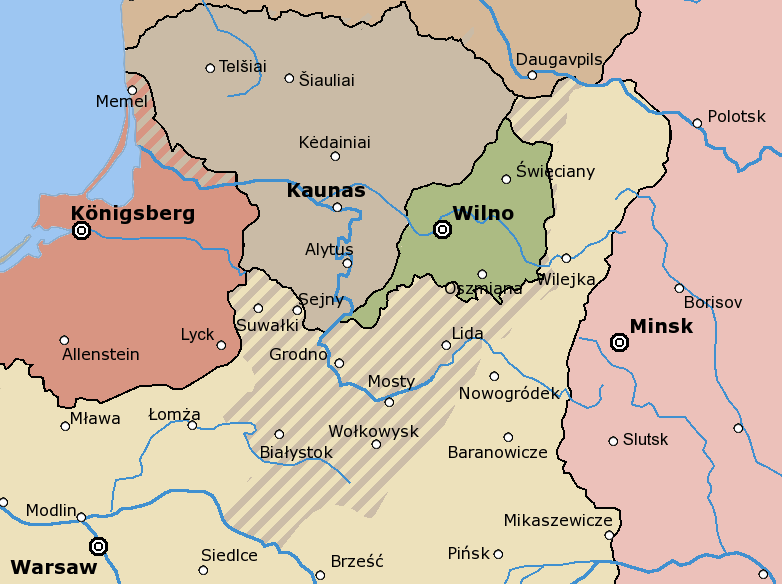
Litván–lengyel területi viták az 1920-as években (zölddel a Közép-Litvániai Köztársaság)

A Népszövetség megpróbált közvetíteni a konfliktusban, és Paul Hymans föderációt javasolt a két ország között, de egyik fél sem fogadta el a kompromisszumos megoldást. Közép-Litvániában választást tartottak (amit a litvánok, beloruszok és zsidók bojkottáltak), majd 1922-ben Lengyelország annektálta a senki által el nem ismert államot. Az antant nagykövetkonferenciája 1932 márciusában Lengyelországnak ítélte Vilniust, ám Litvánia nem fogadta el a döntést és megszakította kapcsolatait a lengyelekkel. A két ország 1920 és 1938 között hivatalosan háborúban állt a többségében lengyelek és zsidók lakta történelmi litván főváros miatt.

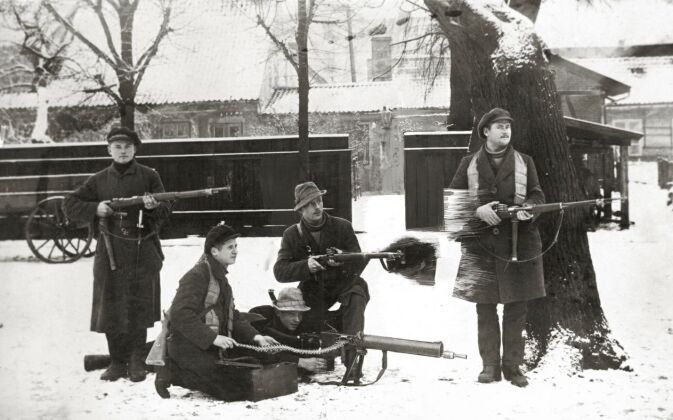
Litván forradalmárok a klaipėdai felkelés alatt

A nemzetgyűlés, amely 1920-ban a lengyel fenyegetés miatt feloszlott, ismét összeült és számos új reformintézkedést hozott. Litvánia belépett a Népszövetségbe, törvényt hoztak a földreformról, bevezették az új nemzeti pénznemet, a litast és 1922 augusztusában elfogadták az alkotmány végleges formáját. Az ország parlamentáris demokrácia lett, ahol az országgyűlést (Seimas) három évre választották a szavazókorú férfiak és nők. A köztársasági elnököt a Seimas választotta. Az első parlamentet 1922 októberében választották meg, ám mivel a képviselők aránya 38–38 volt, döntésképtelennek bizonyult és fel kellett oszlatni. Egyetlen hosszú távú eredménye a klaipėdai felkelés megszervezése volt 1923. január 10–15. között. A német–litván lakosságú Memel-vidéket (ma: Klaipėda) a világháború után Danzighoz hasonlóan szabad várossá akarták tenni, és francia katonaság szállta meg. A Ruhr-vidék megszállása körüli krízist kihasználva, a litvánok felkelést szítottak a városban, amelyet kisebb ellenállás után elfoglaltak. Az antant elfogadta a kész helyzetet, és Memel 1924 májusában Klaipėda névvel autonóm körzetként Litvániához került. Az országnak fontos volt a város birtoklása, mert ez volt egyetlen használható balti-tengeri kikötője. A helyi németek azonban még a 30-as években is ellenálltak a litván uralomnak.
Az 1923 májusában megválasztott második Seimas volt az egyetlen a két háború között, amely teljes egészében kitöltötte mandátumát. Folytatták a földreformot, bevezették a szociális ellátást, és megkezdték az államadósság kifizetését. 1923-ban megtörtént az első népszámlálás is.

### Tekintélyelvű időszak

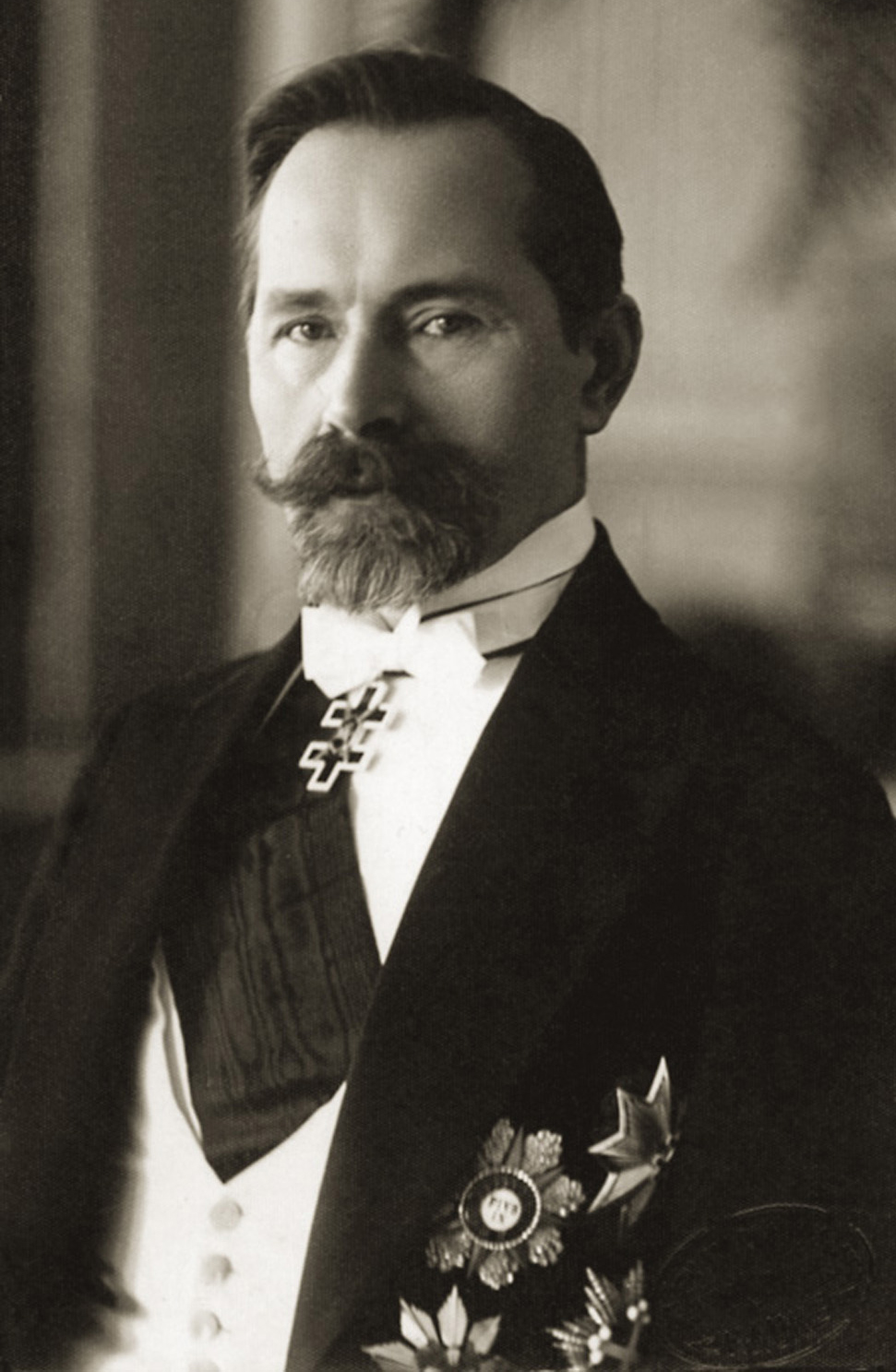
Antanas Smetona, Litvánia elnöke 1919–1920 és 1926–1940 között

Az 1926-os választásokon a kereszténydemokraták elveszítették addigi többségüket. Az új kormányt sokat bírálták a Szovjetunióval kötött megnemtámadási szerződés miatt (bár az megerősítette, hogy Moszkva támogatja a litvánok vilniusi területi követelését), és azzal vádolták, hogy „bolsevizálja” az országot. 1926 decemberében a hadsereg a jobboldali Litván Nacionalista Unió és a kereszténydemokraták támogatásával államcsínyt hajtott végre. Az elnök Antanas Smetona, a miniszterelnök Augustinas Voldemaras lett. Smetona egészen 1940-ig maradt az ország autoriter vezetője.
A képviselők úgy gondolták, hogy a puccs csak ideiglenes megoldás volt, és hamarosan új választásokat írnak ki. Ehelyett Smetona 1927 májusában feloszlatta a parlamentet. Pár hónappal később a szociáldemokrata párt és egyéb baloldali szervezetek felkelést próbáltak szervezni az új rendszer ellen, de hamar lefegyverezték őket. Az egyre függetlenebben tevékenykedő Voldemarast Smetona 1929-ben lemondatta (ezután többször is megpróbált visszatérni a hatalomba, de nem járt sikerrel). 1928 májusában Smetona új alkotmányt vezetett be, amely szerint Litvánia továbbra is demokratikus állam, de jelentős mértékben megnövelte az elnöki hatalmat. Smetona pártja, a Litván Nacionalista Unió tagsága és jelentősége gyors ütemben nőtt. Az elnök bevezette magára a „nemzetvezér” (tautos vadas) titulust, és elkezdte a személyi kultusz kiépítését.
Hitler hatalomra jutása után a német–litván kapcsolatok megromlottak, mert az új német vezetés nem akarta elismerni a Memel-vidék/Klaipėda elvesztését, ezért támogatták a klaipėdai litvánellenes szervezeteket, és amikor a hatóságok kb. száz aktivistát (köztük a mozgalom vezetőit, Ernst Neumannt és Theodor von Sasst) bebörtönöztek, Németország kereskedelmi embargót vezetett be Litvániával szemben. A litván árukat ezután Nagy-Britanniába exportálták, de a gazdasági nehézségek miatt a Suvalkija régió földművesei sztrájkba kezdtek. Bár a demonstrációkat erőszakkal elnyomták, Smetona tekintélye megrendült, és 1936-ra választásokat írtak ki. A választás előtt azonban a Nacionalista Unión kívül valamennyi pártot betiltották, így a Seimas 49 tagjából 42 képviselőt ők adtak. Az új parlament 1938-ban új alkotmányt fogadott el, amely még szélesebb jogköröket ruházott az elnökre.

Litván területi követelések 1939-ben

Miután Németország annektálta Ausztriát, a háborús feszültség egyre nőtt. 1938 márciusában Lengyelország ultimátumot intézett a litvánokhoz, hogy állítsák vissza a diplomáciai kapcsolatokat vagy katonai eszközökhöz nyúl. A gyengébb hadsereggel bíró és szövetségesek nélküli Litvánia kénytelen volt elfogadni az ultimátumot. Közben Hitler is parancsot adott a német hadseregnek, hogy lengyel támadás esetén a Dubysa-folyóig szállják meg Délnyugat-Litvániát, de erre végül nem került sor. A litván–lengyel viszonyok valamennyire normalizálódtak, a két ország között megindult a vasúti közlekedés és a postai forgalom.
1939. március 20-án, alig pár nappal Csehszlovákia német megszállása után Ribbentrop ultimátumot nyújtott át a litván nagykövetnek, melyben Klaipėda azonnal átadását követelte. A litván kormány kénytelen volt elfogadni a követelést, ami belpolitikai válságot okozott, és Smetona kénytelen volt új kormányt alakítani, amelyben 1926 óta először ellenzéki politikusok is szerepeltek. A kikötőváros elvesztése nagy csapást jelentett a gazdaság számára. Amikor Németország és a Szovjetunió a Molotov–Ribbentrop-paktumban befolyási övezetekre osztotta Kelet-Európát, Litvánia először a német félhez került; ez akkor változott meg, amikor Smetona megtagadta, hogy részt vegyen Lengyelország lerohanásában.
A két háború között létrejött a litván nyelvű oktatási rendszer, Kaunasban felsőoktatási intézmények nyíltak, és jelentősen fejlődött az irodalom, zene, színházművészet és festészet. A litván társadalom továbbra is paraszti társadalom volt, csak a lakosok 20%-a élt városokban. Erős volt a katolikus egyház hatása, és magas volt a születésszám: az amerikai kivándorlás ellenére 1923 és 1939 között 22%-kal nőtt a népesség, és meghaladta a hárommilliót. A korábban főleg zsidók, lengyelek, oroszok és németek által lakott városokban a litvánok kerültek többségbe. Kaunasban például 1897-ben még csak 7% volt a litvánok aránya; 1923-ra ez 59%-ra változott. A jobboldali diktatúra valójában stabilitást hozott, mert meggátolta a szélsőséges bal- és jobboldali szervezetek létrejöttét, és visszafogta az antiszemita pogromokat is.

## A második világháború

### Szovjet megszállás

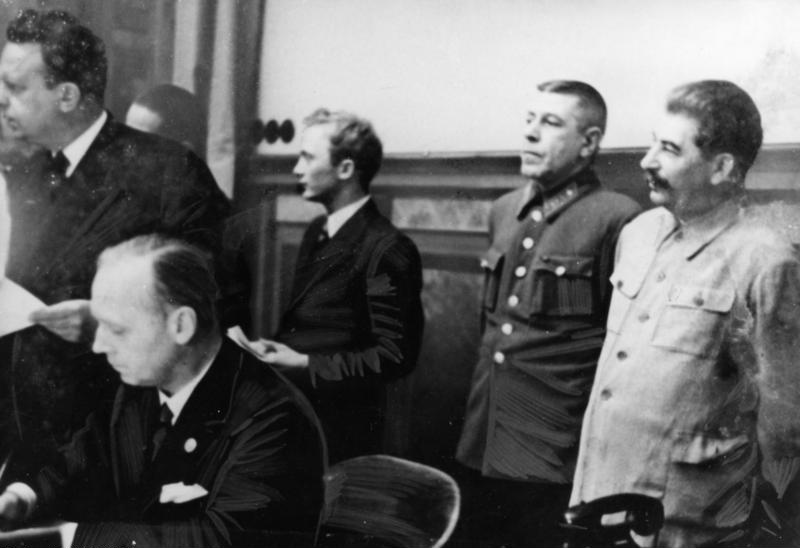
Sztálin és Ribbentrop a német–szovjet barátsági szerződés aláírásakor

A Molotov–Ribbentrop-paktum titkos záradéka befolyási zónákra osztotta fel Kelet-Európát. A három balti állam a szovjetek szférájába került, miután Lengyelországot a Szovjetunió megtámadta. A szovjet csapatok elfoglalták Vilniust, amelyet az 1939. október 10-én kötött szovjet–litván együttműködési szerződés keretében átadtak Litvániának. Cserébe 20 ezer szovjet katona állomásozhatott az ország területén. Ezzel gyakorlatilag feladták a függetlenségüket. A korabeli mondás szerint: „Vilnius – mūsų, Lietuva – rusų” (Vilnius a miénk, Litvánia az oroszoké). A szovjetek Lettországgal és Észtországgal is hasonló szerződéseket kötöttek, és amikor a finnek ezt megtagadták, kezdetét vette a téli háború.

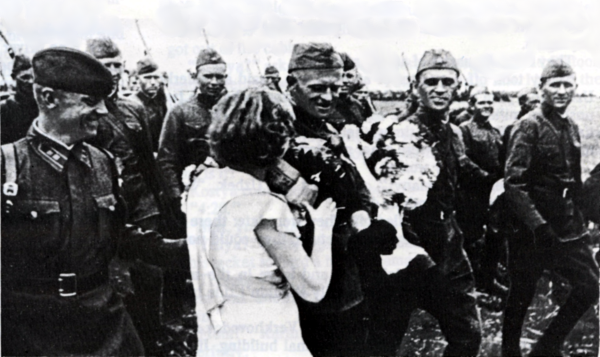
Litvánia megszállása 1940-ben

A finn háború befejezése után, 1940 tavaszán a szovjetek újabb követelésekkel álltak elő, és június 14-én ultimátumot adtak a litvánoknak, miszerint új, szovjetbarát kormányt kell felállítaniuk, és engedélyezniük kell további csapatok állomásoztatását. A már addig is gyakorlatilag megszállás alatt lévő Litvánia el kellett, hogy fogadja az ultimátumot. Smetona elnök elmenekült, és 150 ezer újabb szovjet katona lépte át a határt. Vlagyimir Gyekanozov felügyeletével megalakult a Justas Paleckis által vezetett új kormány, és névleges választásokat tartottak. Az új parlament az első ülésén egyöntetűen megszavazta a Litván Szovjet Szocialista Köztársaság létrejöttét, és felvételét kérte a Szovjetunióba. A kérelmet 1940. augusztus 3-án a Szovjetunió Legfelsőbb Tanácsa elfogadta.
Az annexiót követően azonnal elkezdődött a szovjethatalom bevezetése. Minden földet államosítottak. A szegényparasztok támogatásának elnyerése érdekében földosztást tartottak, de a kollektivizálás előkészítéseként hatalmas földadót vezettek be, hogy tönkretegyék a kisbirtokosokat. A bankok, nagy cégek és földbirtokok államosítása drasztikus áruhiányhoz vezetett. A litas árfolyamát mesterségesen alacsonyan tartották és 1941 tavaszán be is vonták. Minden vallási, kulturális és politikai szervezetet betiltottak, csak a Litván Kommunista Párt és ifjúsági szervezete maradhatott. Mintegy 12 ezer embert tartóztattak le, akiket a „nép ellenségeinek” nyilvánítottak. 1941 júniusában 12 600 főt (főleg volt katonatiszteket, rendőröket, politikusokat, értelmiségieket és családtagjaikat) deportáltak szibériai lágerekbe.

### Német megszállás

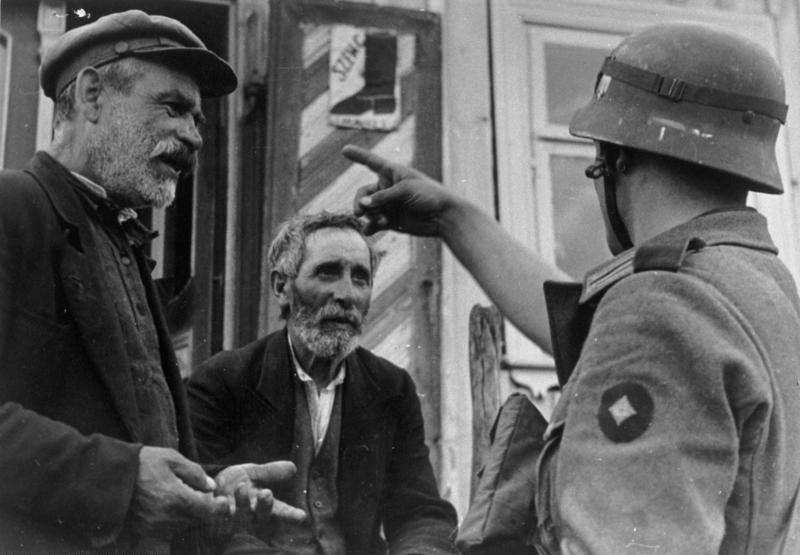
Wehrmacht-katona és litván zsidók (1941. június)

1941. június 22-én Németország megtámadta a Szovjetuniót. Az ellenállás csak szórványos volt, és a német csapatok gyorsan nyomultak előre: június 24-én már Vilniusban voltak. Egy héten belül egész Litvániát megszállták. A visszavonuló szovjetek 1000-1500 embert lőttek agyon. A litvánok általában felszabadítóként fogadták a németeket; abban reménykedtek, hogy legalább részleges autonómiát kaphatnak tőlük. A Litván Aktivista Front szovjetellenes felkelést szervezett, kikiáltotta az ország függetlenségét, és Juozas Ambrazevičius vezetésével kormányt alakított. A németek nem mondatták le erőszakkal a kormányt, de semmilyen tényleges hatalmat nem engedélyeztek számára, így annak tagjai augusztus 5-én le is mondtak. A megszálló hatósági feladatot a Reichskommissariat Ostland végezte, a többi balti országhoz hasonlóan.
A litvánok többsége kezdetben együttműködött a németekkel. Fegyveres milíciákat is létrehoztak; reményeik szerint ezek a leendő litván hadsereg magját képezték volna, de a megszállók csak rendfenntartóként és a zsidók összegyűjtésére használták őket. A jelentős adók, a németországi kényszermunka, a német hadseregbe való sorozás és az autonómia hiánya miatt azonban gyorsan elvesztették illúzióikat. Hamarosan létrejöttek az ellenállási mozgalom első csírái is. A legfontosabb ilyen szervezet az 1943-ban alakult Litvánia Felszabadításának Legfelsőbb Bizottsága volt. A passzív ellenállás miatt Litvániában nem is állítottak fel Waffen-SS alakulatot; helyette Povilas Plechavičius tábornok szervezte meg a rövid életű Litván Területvédelmi Erőt. A fegyveres ellenállásban litvánok nem vettek részt, ők alapvetően még mindig a Szovjetuniót tartották legfőbb ellenségüknek. A ténylegesen harcolók orosz, belorusz és zsidó partizánok voltak és a lengyel Honi Hadsereg Kelet-Litvániában.

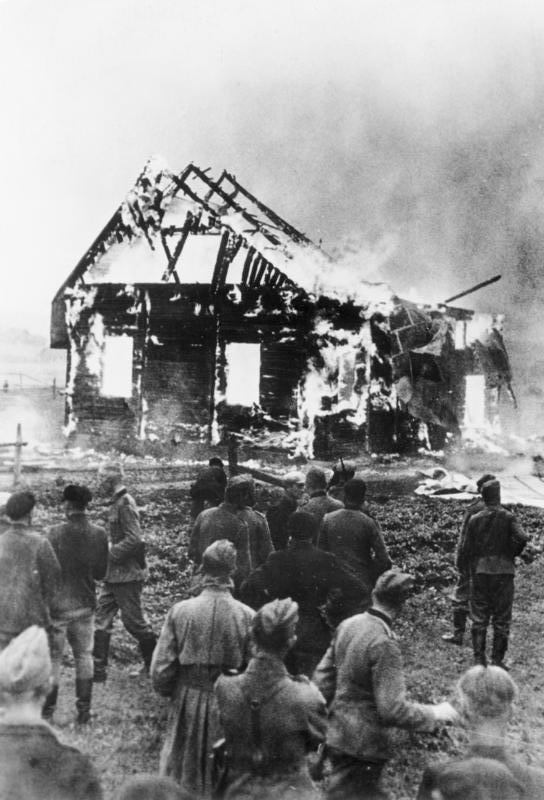
Német katonák és helyi lakosok egy égő zsinagógánál

A háború előtt Litvániában becslések szerint 210–250 ezer zsidó élt; a holokauszt során 90%-uk életét vesztette. A litvániai holokauszt három szakaszra osztható: tömeges kivégzések (1941. június–december), gettókba zárás (1942 – 1943. március) és a végső likvidálás (1943. április – 1944. július). Más, németek által megszállt nyugatibb országoktól eltérően a zsidók elleni elnyomó intézkedéseket nem fokozatosan vezették be, hanem már a megszállás első napjától elkezdődtek a kivégzések. A gyilkosságokat a németek és litván kollaboránsaik főleg a kaunasi IX. erődben, a vilniusi Ponaryban és a mobilis Rollkommando Hamann által, vidéken végezték. Becslések szerint már 1942 előtt odaveszett a litván zsidók 80%-a. A maradék 43 ezret Vilnius, Kaunas, Šiauliai és Švenčionys gettóiba zárták, ahol a német hadiipar számára végeztek kényszermunkát. 1943-ban a gettókat vagy felszámolták vagy koncentrációs táborokká változtatták őket. Alig 2–3 ezren menekültek meg a táborokból.
Litvániában északi szomszédaiktól eltérően a németek nem tudtak litván Waffen-SS-egységet létrehozni. A helyi rendfenntartásra (a szovjet partizánok elleni harcra) egy nagyon gyengén felszerelt, de viszonylag nagy létszámú litván területi védelmi erőt hoztak létre. Ennek vezetője M. Pečiulionis tábornok volt. A szervezet és a Wehrmacht közötti súrlódások azonban oda vezettek, hogy M. Pečiulionis tábornokot és a területvédelmi erők legfelső parancsnokságának tagjait 1944. május 15-én a németek letartóztatták, és a salaspilsi koncentrációs táborba zárták. A litván területvédelmi erők állományának nagyjából fele illegalitásba vonult, és egészen 1953-ig folytatta harcát a mindenkori megszállók ellen immáron erdei testvérek néven.

### A szovjethatalom visszatérése
1944 nyarán a Vörös Hadsereg elérte Litvánia keleti határait. 1944 júliusára Vilnius környékét a lengyel Honi Hadsereg uralta, amely az Ostra Brama-hadművelet során sikertelenül próbálkozott a város elfoglalásával is. Július 13-án a szovjetek lengyel segítséggel megszállták Vilniust. Visszaállt a Litván SZSZK és a jaltai és potsdami konferenciákon a nyugati szövetségesek szentesítették a német támadás előtti állapotot. A litván nép a második világháborúban ekkor, a szovjet-német harcok során szenvedte el a legsúlyosabb veszteségeket. 1945. január 9-én utolsóként végül Memelt is elfoglalták a szovjetek. Becslések szerint 1940 és 1954 között 780 ezer litván állampolgár vesztette életét erőszakos halál által.
A második szovjet megszállást 1944-től egészen 1953-ig tartó fegyveres ellenállás kísérte (ekkor fogták el az utolsó partizánt). Kezdetben viszonylag nagy létszámú, irreguláris partizáncsapatok szerveződtek, amelyek gyakran megtámadták a Vörös Hadsereg egységeit. 1946 után megszervezték az ellenállás szervezetét, és 5-15 fős, kisebb operatív osztagok hajtották végre meglepetésszerű akcióikat. Az 1949-ben kezdődő harmadik ellenállási szakaszban Jonas Žemaitis–Vytautas megalakította a Litván Szabadságharcosok Szövetségét, és a nyílt harccal szemben a 3-5 fős sejtek inkább a szabotázsra, terrorakciókra koncentráltak. Becslések szerint mintegy 20 ezer partizán vesztette életét, míg a szovjet hatóságoknak sikerült elfojtaniuk az ellenállást. A kutatók szerint Litvánia lakosságának 4%-a közvetve vagy közvetlenül részt vett partizántevékenységekben.

## A Litván Szovjet Szocialista Köztársaság

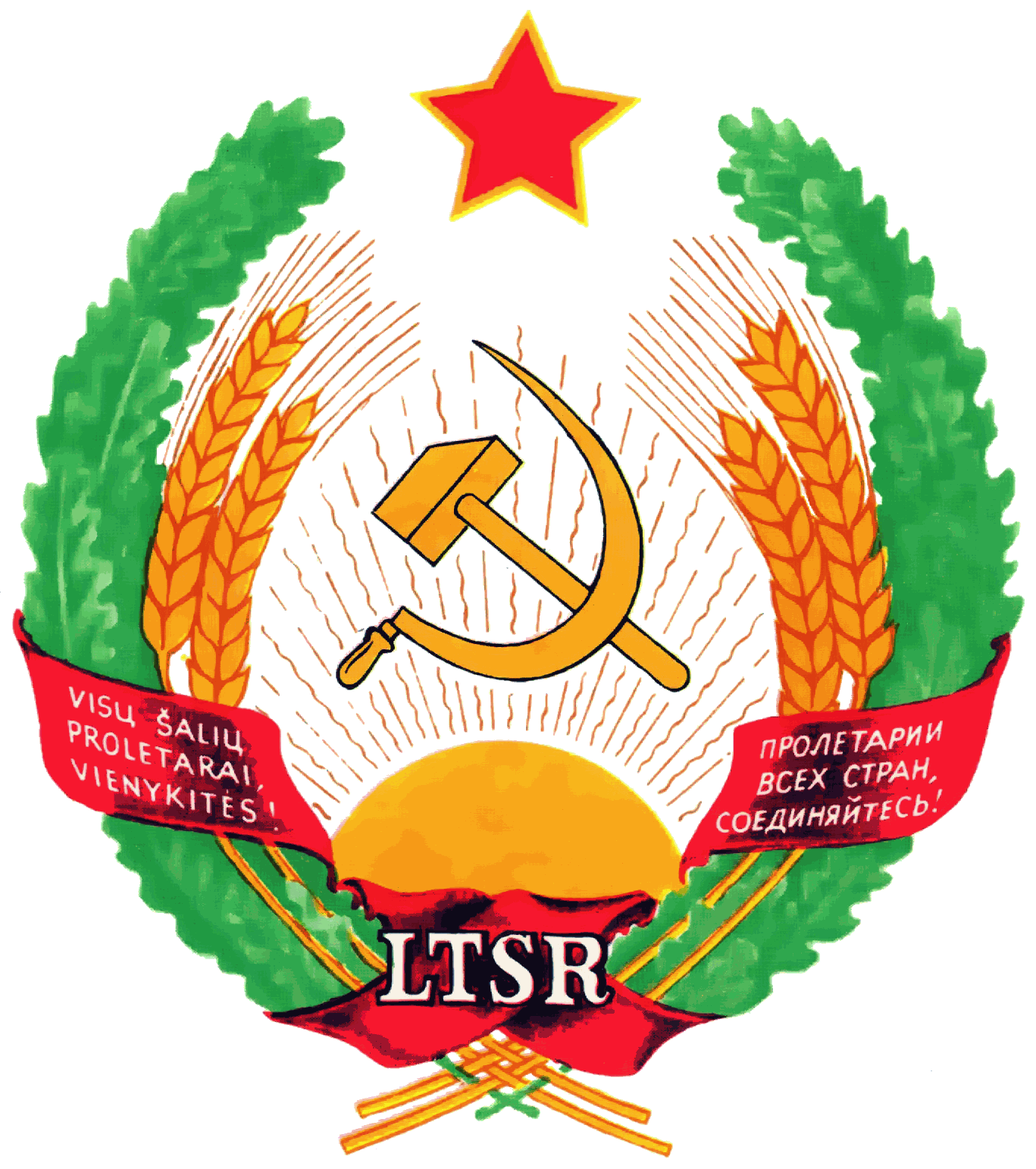
A Litván Szovjet Szocialista Köztársaság címere

### A sztálini terror (1944–53)

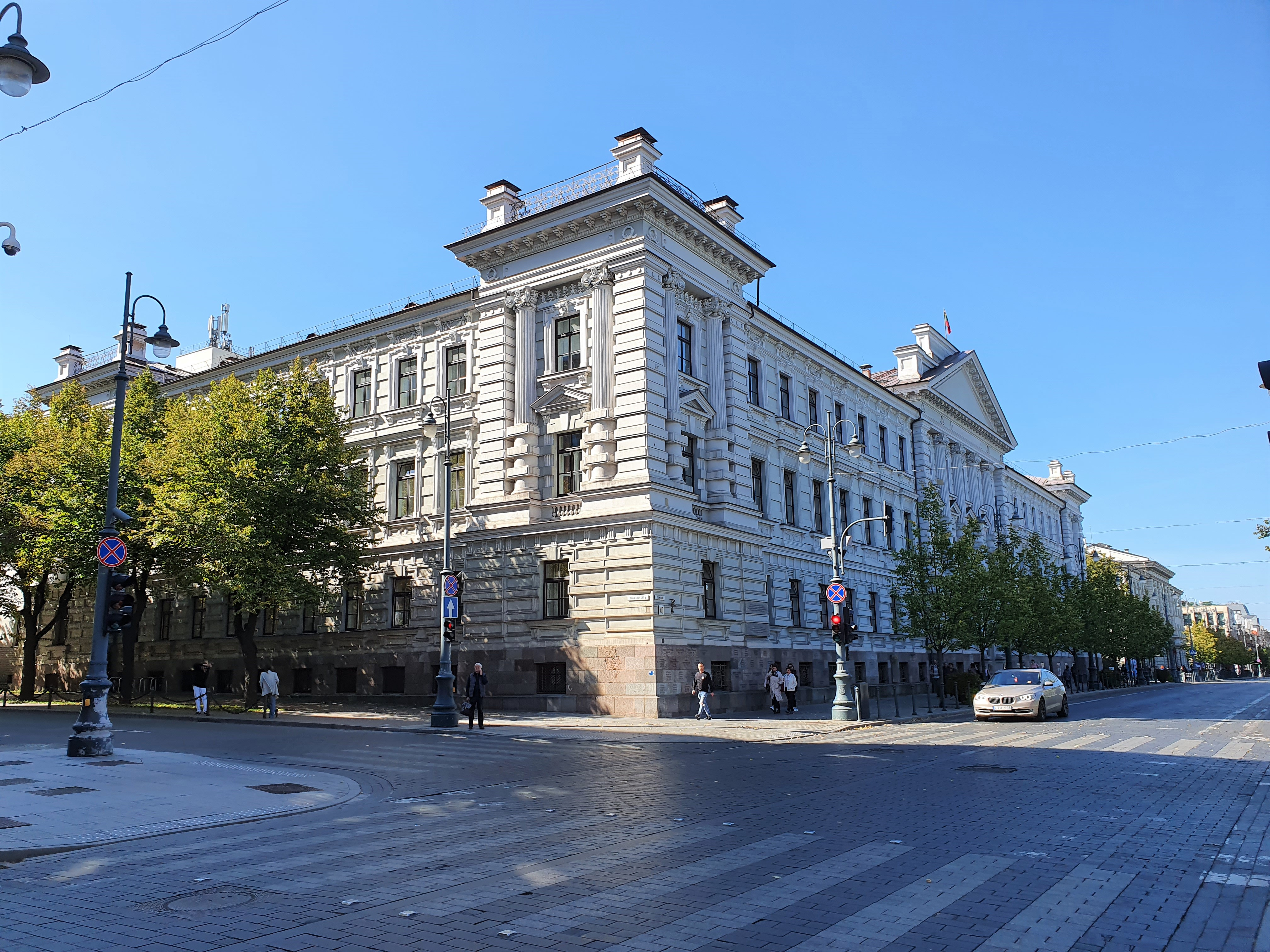
A KGB vilniusi épülete, ma a Népirtás Áldozatainak Múzeuma

1941 és 1952 között több tízezer litván családot telepítettek ki Szibériába és a Szovjetunió egyéb vidékeire. 1953-ig, Sztálin haláláig 120 ezer embert (a lakosság 5%-át) deportálták, több ezret pedig politikai fogolyként bebörtönöztek. A deportáltak között voltak az ismert értelmiségiek és a katolikus papok; 1953 után sokan visszaköltöztek Litvániába. A 40-es években és az 50-es évek elején mintegy 20 ezren harcoltak partizánmódszerrel a szovjet rendszer ellen, de nem sok sikerrel. Többségüket megölték, vagy a gulágokra hurcolták. A háború vége után 40-60 ezer civil és fegyveres halt meg a szovjetellenes harc következtében. Összességében jóval több litván halt meg a második világháború után, mint alatta.

### A szovjet időszak (1953–88)
Moszkva támogatta a nem litván (főleg orosz) polgárok betelepülését a tagköztársaságokba, hogy jobban integrálja őket a Szovjetunióba, és gyorsítsa az ipar fejlesztését, de Litvániában ez a folyamat közel sem öltött akkora méreteket, mint a másik két balti államban.
Valójában Vilniusban nem annyira eloroszosítás, hanem ellitvánosodás zajlott. Miután Sztálin döntése értelmében 1944-ben Vilniust újból megtették a köztársaság fővárosának, lengyel lakosait kitelepítették. A környező településekről vagy Litvánia egyéb régióiból csak minimális mértékben költöztettek ki lengyeleket. Helyükre oroszokat kellett volna költöztetni, de hosszú távon Vilnius egyre inkább ellitvánosodott, vagyis a szovjet rendszer ebben az aspektusban megvalósította a litván nacionalisták régi álmát. A litván gazdaság is meglehetősen gyorsan fejlődött, az ország többi részéhez viszonyítva.
A háború után a Vilniusi Egyetem újra megnyitotta kapuit és litván nyelven oktatott, döntő többségében helyi fiatalokat. Az egyetem a balti térséggel foglalkozó tudományok egyik központjává vált. Az iskolákban nagyobb mértékben használták a litván nyelvet, mint az ország történetében valaha. Az irodalmi nyelvet tovább szabványosították. Mindezen vívmányok miatt Sztálin halála után az értelmiségiek nagy része tagja lett a kommunista pártnak.
A szovjet rendszer Litvániában is hasonló volt az ország más vidékeihez: a mezőgazdaság kollektivizált volt, a gazdaság állami tulajdonban maradt, és minden rendszerkritikát szigorúan megtoroltak. A katolikus egyházat elnyomták. Az utazási korlátozások miatt a lakosok hosszú ideig elszigetelődtek a Szovjetunió más régióitól.
A litvánok ellenállása azonban ebben az időszakban is megmaradt. Romas Kalanta – Jan Palach önfeláldozása nyomán – szintén felgyújtotta magát 1972-ben a politikai viszonyok miatt. E tett után Kaunas fiatalsága tüntetni kezdett a szovjet rendszer ellen. A keresztek hegyét szintén a litván ellenállás szimbólumának tartják, hiszen a kommunizmus a vallásellenességet vallotta. A szovjet rezsim többször, 1961-ben ill. 1973-75 között még három alkalommal elpusztított, ennek ellenére újabb és újabb kereszteket helyeztek el a litvánok.

### Peresztrojka (1988–90)

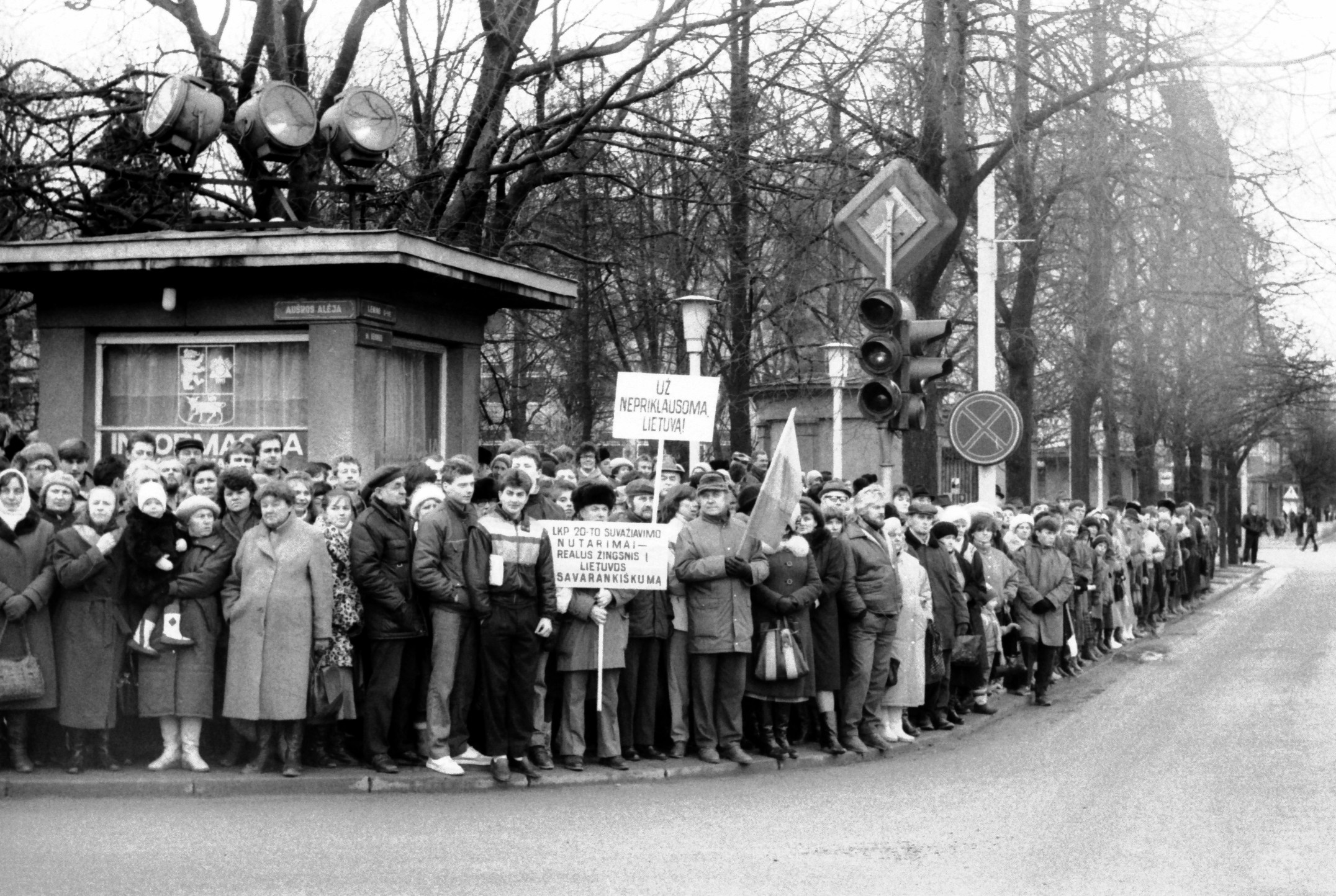
Függetlenséget követelő tüntetés Mihail Gorbacsov látogatásakor (1990)

1988-ig a politikai, gazdasági és kulturális életet a Litván Kommunista Párt dominálta. A litvánok és a többi balti nép üdvözölték a megcsontosodott szovjet rezsim megújítását célzó gorbacsovi programot, a peresztrojkát és glasznosztyot. 1988. június 3-án megalakult az értelmiség reformpárti mozgalma, a Sąjūdis, amely politikai demokratizálást és nemzeti jogokat követelt. A Sąjūdis hatására a Litván SZSZK legfelsőbb Tanácsa megváltoztatta az alkotmányt, miszerint a litván törvények elsőbbséget élveznek a szovjet joggal szemben, és megsemmisítette az 1940-es döntését a Szovjetunióhoz való csatlakozásról. Bevezették a többpártrendszert, és visszatértek a régi nemzeti szimbólumok (a zászló és himnusz) használatára. A kommunista párt sok tagja is támogatta a Sąjūdis célkitűzéseit, és segítségükkel 1988-ban a reformpárti Algirdas Brazauskast választották a párt Központi Bizottságának első titkárává.
1989. augusztus 23-án, a Molotov–Ribbentrop-paktum 50. évfordulóján a baltiak Vilniustól Tallinnig húzódó élőlánccal hívták fel a világ figyelmét a három ország tragikus sorsára. Ezen a tüntetésen a becslések szerint 1-2 millióan vehetett részt, köztük – a Reuters szerint – 700 000-1 000 000 litván. 1989 decemberében a Litván Kommunista Párt függetlennek nyilvánította magát az SZKP-től, és felvette a Litvánia Demokratikus Munkáspártja nevet.

## A függetlenség helyreállítása

### Függetlenségi törekvések (1990–91)

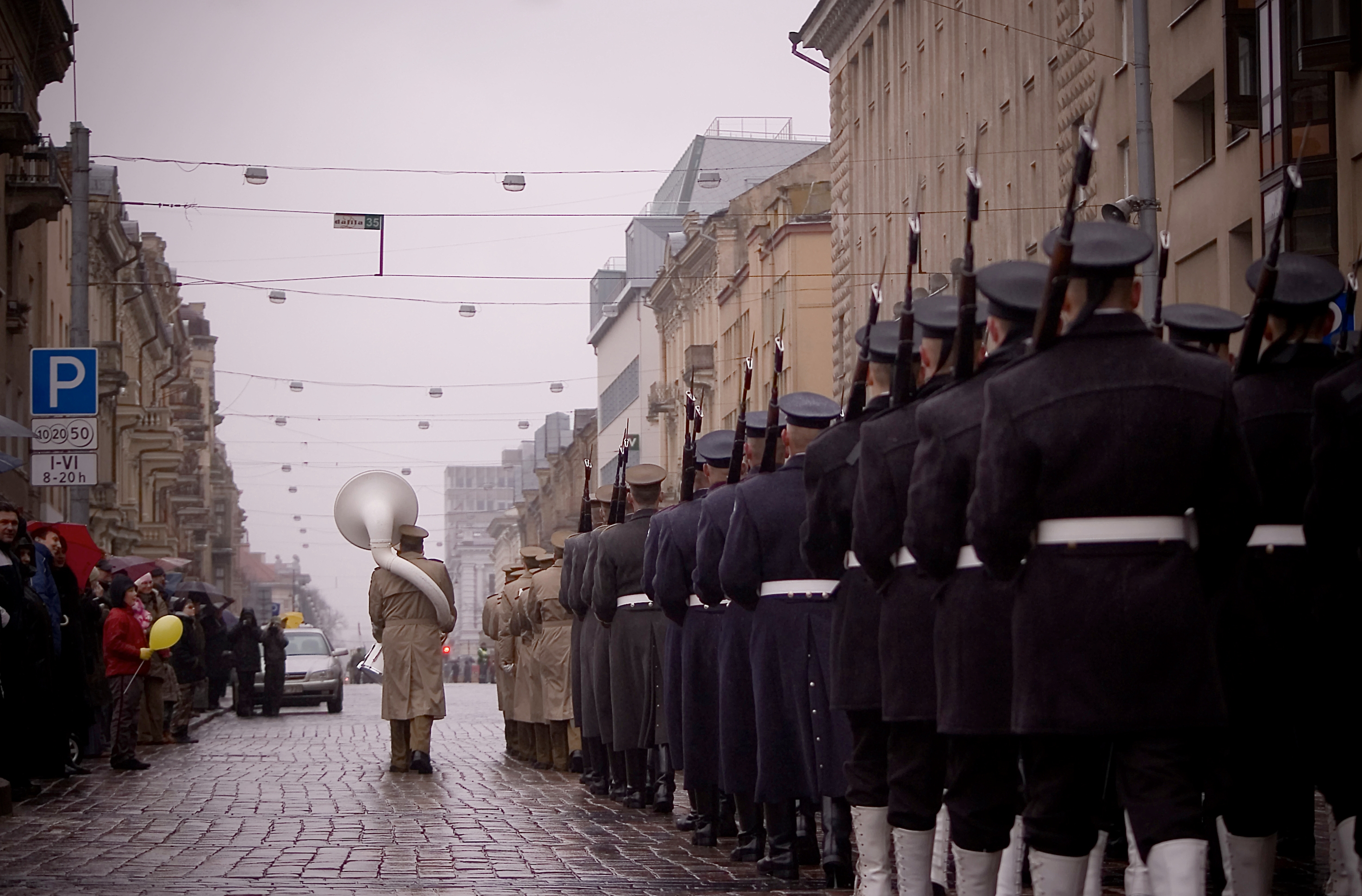
A litván függetlenség visszaállításának emlékére tartott katonai felvonulás 2007-ben

1990 elején parlamenti választásokat tartottak, amelyet a Sąjūdis támogatta jelöltek nyertek. 1990. március 11-én a köztársaság Legfelsőbb Tanácsa kiadta a litván állam visszaállítását célzó törvényt, amely szerint a szovjet helyett az 1938. május 12-én elfogadott alkotmány lesz érvényes. A szovjet tagköztársaságok közül a baltiak voltak a leginkább elszakadáspártiak, és közülük Litvánia nyilvánította ki elsőként a függetlenségét. A Sąjūdis vezetője, Vytautas Landsbergis lett az államfő, a miniszterelnök pedig Kazimira Prunskienė.
Március 15-én Moszkva követelte a függetlenségi nyilatkozat visszavonását, és politikai és gazdasági szankciókat kezdett életbe léptetni Litvániával szemben. A hadsereg megszállt néhány középületet, 1991 januárjáig erőszakos cselekményekre nem került sor. Január 11-én a szovjetek megpróbálták megdönteni a kormányt ,és létrehozták az ún. Nemzeti Megmentési Bizottságot. A katonaság több épületet elfoglalt, köztük a vilniusi tévétornyot, és eközben lelőttek 14 fegyvertelen civilt, és megsebesítettek további 140-et. A litvánok azonban több tízezres tiltakozó megmozdulásokat szerveztek, és a figyelmeztető lövések ellenére körbevették a megszállt épületeket. A katonák végül visszavonultak, és a választott kormány a helyén maradt.
1991. február 9-én népszavazást tartottak, amin a jogosultak 76,46%-a vett részt, és több mint 90,47%-uk Litvánia függetlenségére voksolt. Az 1991-es moszkvai puccs során szovjet katonák ismét megszálltak néhány kommunikációs- és kormányépületet, de a puccs bukása után visszatértek a laktanyáikba. A kormány betiltotta a kommunista pártot, és elkobozta a tulajdonát. A puccs bukása után a nemzetközi közösség is elismerte a független Litvániát, és 1991. szeptember 17-én felvették az ENSZ-be.

### A mai Litvánia

Litvánia zászlaja

A többi volt szovjet tagköztársasághoz hasonlóan a romló gazdasági körülmények, növekvő infláció és munkanélküliség miatt a függetlenségi mozgalom népszerűsége hamar lehanyatlott. A Litván Szociáldemokrata Párt (LDDP), amely a volt kommunista párt és nem kommunista szociáldemokrata párt uniója, az 1992-es parlamenti választáson megszerezte a képviselői helyek többségét. Az LDDP folytatta a demokratikus intézményrendszer kiépítését és a piacgazdaságra való áttérést. A következő, 1996-os választáson már ismét a Vytautas Landsbergis vezette jobboldali Haza Szövetség győzött.

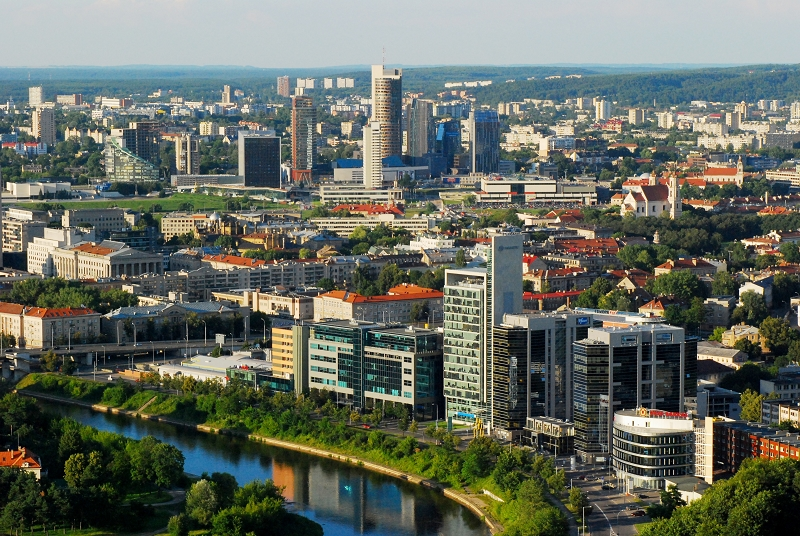
Vilnius látképe

Az 1990-es évek elején Litvániában is privatizálták az addig kizárólag állami tulajdonban lévő cégeket és ingatlanokat. A volt szocialista országokhoz hasonlóan kárpótlási jegyeket osztottak szét és azokkal lehetett az árverésre bocsátott tulajdonjogokat megvásárolni. Egyes volt szovjet tagköztársaságoktól (pl. Oroszország) eltérően itt nem jött létre egy kis létszámú, nagyon gazdag réteg. A privatizáció a kis vállalatokkal kezdődött, a nagy cégek (mint a telekommunikációs és légitársaságok) később kerültek kalapács alá, hogy kemény valutával rendelkező külföldi befektetők is vásárolhassanak. A függetlenség kikiáltása után elvben újra bevezették a két háború között időszak nemzeti pénzét, a litast, de a magas infláció (1992 januárjában 53,99%) és technikai problémák miatt azt 1993-ig egy ideiglenes fizetőeszköz, a talonas helyettesítette.
A függetlenség kikiáltása után jelentős számú szovjet csapatok maradtak a területén. Ezek kivonása 1993. augusztus 31-én fejeződött be. Az ország első védereje a hadsereg felállításáig a Litván Nemzeti Önkéntes Véderő lett. Újraindították a 30-as évek önkéntes paramilitáris szervezeteit is, a Litván Lövészszövetséget, az Ifjú Lövészeket, valamint a litván cserkészszövetséget is.
1994-ben Litvánia kérte felvételét a NATO-ba. Egy hosszú és nehéz átmeneti időszak során sikerült teljesíteniük az Európai Unió felvételi követelményeit. 2002 októberében meghívták a szövetségbe, 2004-ben pedig hivatalosan tagjává vált mind az EU-nak, mind a NATO-nak. 2001 májusában az ország a Kereskedelmi Világszervezet 141. tagállamává vált.
A 2000-es évek gazdasági világválsága nyomán Litvánia 2009-ben függetlenné válása után a legnagyobb recessziót élte át. A korábbi gyors növekedés után egy év alatt 15%-kal esett vissza a bruttó hazai termék (GDP). Részben ennek következményeként sok litván (az ország 20%-a) az EU nyugati tagállamaiban keres munkát, ami komoly demográfiai problémákkal szembesíti a kis balti államot. Litvánia lakossága 3,5 millióról 3 millióra csökkent egy évtized alatt, 2001 és 2011 között.

## Fordítás
- Ez a szócikk részben vagy egészben  a   History of Lithuania című angol Wikipédia-szócikk ezen változatának fordításán alapul.  Az eredeti cikk szerkesztőit annak laptörténete sorolja fel. Ez a jelzés csupán a megfogalmazás eredetét és a szerzői jogokat jelzi, nem szolgál a cikkben szereplő információk forrásmegjelöléseként.